# Папирология
Папироло́гия (англ. Papyrology, неологизм образован от греч. πάπυρος и греч. λόγος) — историко-филологическая дисциплина, изучающая тексты на папирусах, найденные в Египте и за его пределами. Термин «папирология» был введён в 1898 году в рецензии Ф. Кеньона на издание египетских находок Британского музея. Благодаря уникальному климату, на территории Египта массово сохранились собственно египетские папирусы, а также документы на греческом и латинском языках. В песках Египта были найдены также папирусы на арамейском, древнееврейском, пехлеви, сирийском, ливийском, коптском, эфиопском и арабском языках и даже обрывки готских и этрусских текстов.
Термин «папирология» шире предмета этой дисциплины. Задачей папирологии является чтение, интерпретация и издание только греческих, латинских, демотических и коптских текстов эллинистического, римского и византийского периодов не только на папирусах, но и на глиняных черепках, а также деревянных бирках, прикреплявшихся к мумиям; к последним термин «папирус» применяется как родовое понятие и обозначение класса письменных источников. Иератические и ранние демотические папирусы, а также папирусы на других языках, изучаются в рамках египтологии, семитологии и других наук. В предмет папирологии входит классификация папирусов по периодам, месту, содержанию, формам и эволюции письменных знаков, особенностям грамматики, лексики и стиля. По содержанию папирусы классифицируются на деловые и литературные.

## Предмет и объект папирологии

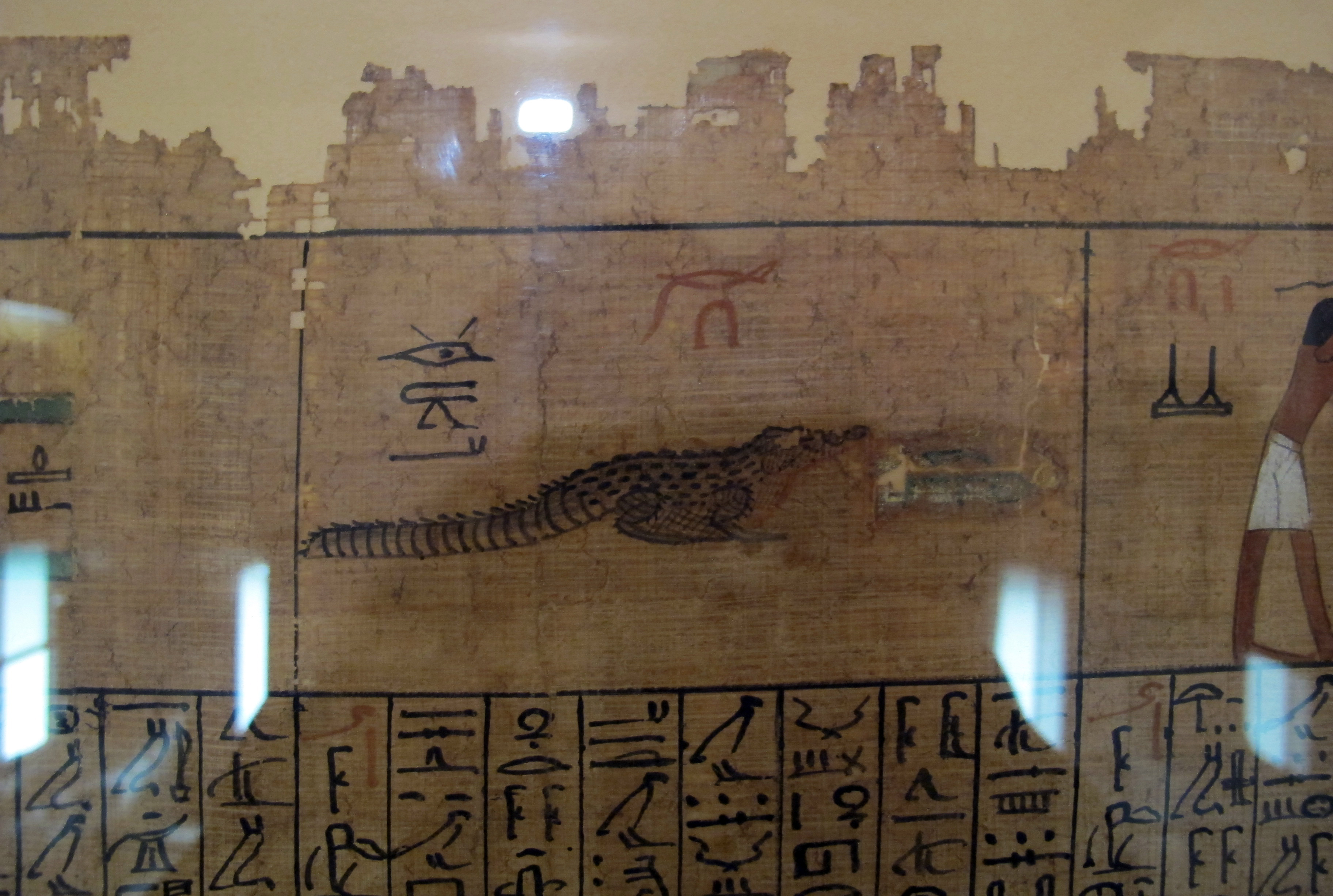
Магический папирус эпохи XXI династии из коллекции Национального археологического музея во Флоренции

Папирология — дисциплина, занимающаяся дешифровкой, публикацией и исследованием древних текстов на папирусе. Ряд авторов, в том числе А. Батай, рассматривали папирологию как отрасль палеографии, такая же точка зрения представлена в «Большой советской энциклопедии». В целом принадлежность папирологии в XX веке вызывала дискуссии; например, У. Вилькен — один из основоположников — исключал из домена папирологии литературные тексты, полагая их принадлежностью истории греческой и римской литературы. Напротив, У. фон Вилламовиц-Мёллендорф был недоволен основным вниманием, которое папирологи уделяли документальным материалам, в ущерб поискам и публикациям литературных текстов. А. Кальдерини и О. Монтевекки (1975) причисляли папирологию к историческим дисциплинам, и согласно этой точке зрения её главным и специфическим предметом изучения являются именно документальные папирусы. В определении, данном нидерландским папирологом П. Пестманом (1990), подчёркивается, что папирология изучает тексты, написанные чернилами (при этом включая в предмет науки надписи на восковых табличках). В работах 1990-х годов наметилась тенденция выделения третьей классификационной категории — сублитературной, в которую включаются амулеты, гороскопы и тому подобные тексты.
К категории литературных папирусов относят как авторские тексты, известные из средневековой рукописной традиции, так и вновь обнаруженные произведения известных авторов (многие атрибутируются по сохранившимся в позднейших текстах цитатам). Существует множество неатрибутированных текстов; лучшим пособием по греческим литературным папирусам специалисты называют труд Э. Тёрнера 1980 года. Подавляющее большинство находок составляют классические тексты, включённые в школьную программу ещё в Античности, хотя в IV—VII века очевидна тенденция к христианизации корпуса читаемых текстов. В этот же период происходит смена технического носителя текстов — свитки уступают место кодексам, а к VI веку религиозные и литературные произведения переписываются на пергаменте, возможно, из-за большей его стойкости и долговечности. Объёмные и хорошо сохранившиеся тексты, как правило, относятся к византийскому периоду, включая библиотеку Наг-Хаммади, папирусы Бодмера, Кёльнский кодекс и прочее.
Более 90 % всех текстов, изучаемых папирологами, не являются литературными; в подавляющем большинстве это разнообразные документы — контракты, деловые и частные письма, счета, расписки и прочее. За редкими исключениями они могут изучаться в составе единого массива, позволяя судить об особенностях социальной и экономической жизни периода, к которому относятся. В числе исключений находятся сохранившиеся архивы (то есть сознательно собираемые ещё в древности документы), например, архив поэта VI века Диоскора Афродитского, включающий как литературные, так и документальные тексты на двух языках (греческом и коптском); всего около 600 документов. Целые архивы являются величайшей редкостью ещё и потому, что абсолютное большинство папирологических коллекций собиралось через перекупщиков, которые не заботились о целостности находок. Сохранились также архивы Флавия Апиона (около 180 документов) и Аврелия Исидора (около 300 фрагментов, частично изданы в 1960 году). Апионы были влиятельным в византийском Египте семейством, хорошо известным из литературных источников.
Ввиду огромного разнообразия языков, на которых представлены сохранившиеся на папирусах тексты, папирология как научная дисциплина занимается изучением только греческих и латинских текстов; тексты на других языках являются принадлежностью других наук — египтологии, семитологии, коптологии и так далее. С 1930-х годов наметилась тенденция к выделению демотической и коптской папирологии как самостоятельных дисциплин. В этой связи затруднена классификация предмета папирологии. А. Кальдерини в 1962 году предложил подразделить папирологию на античную и средневековую. Предметом собственно папирологии являются только античные тексты; её предметное поле включает изучение демотических, коптских, арамейских, арабских и греко-римских папирусов. К домену традиционной папирологии причисляются и геркуланумские тексты, что уточняет традиционное определение папирологии как «греко-египетской».
Папирология занимается не только текстами, нанесёнными на папирус, но и современными им материалами, записанными на пергаменте, остраконах, воске и дереве (этикетки к мумиям). На пергаменте при этом записывались преимущественно тексты литературного содержания, но сохранились и некоторые документальные материалы, связанные со вторжением блеммиев. Важнейшим основанием объединять все эти материалы в единых рамках папирологии является тот факт, что все они сохранились без отбора и предварительного замысла, поэтому и папирусы, и остраконы, и прочее являются «источниками из первых рук», непосредственными свидетельствами эпохи, в которую были созданы.

## Материальные носители текстов
Соотношение материальных носителей текстов, судя по данным раскопок, менялось мало. Поскольку значительная часть документальных источников напрямую связана с нуждами низших сословий и низовых звеньев провинциальной администрации, они создавались на самых дешёвых материалах. Массово изученные коптские документы, написанные накануне арабского вторжения (642 год), преимущественно сохранились на остраконах (47,5 %), папирус на втором месте (40,5 %), все остальные носители — в основном пергамент и осколки камней — менее 1 %. Р. Бэгналл в 2004 году проанализировал состав папирологических коллекций Гейдельбергского университета (54 312 оцифрованных документов) и литературную базу Лёвенского университета (9875 единиц) с точки зрения материального носителя и получил следующие данные:
| Материал            | Число документальных текстов | Проценты    | Число литературных текстов | Проценты    |
| ------------------- | ---------------------------- | ----------- | -------------------------- | ----------- |
| Папирус             | 35 591                       | 65 %        | 7100                       | 71 %        |
| Остраконы           | 15 195                       | 28 %        | 339                        | 3 %         |
| Дерево              | 2500                         | 5 %         | 148                        | 1 %         |
| Пергамент           | 349                          | 0,6 %       | 2575                       | 25 %        |
| Граффити            | 234                          | 0,4 %       | —                          | —           |
| Камень              | —                            | —           | 30                         | Менее 0,1 % |
| Погребальные пелены | 30                           | Менее 0,1 % | —                          | —           |

При составлении данной таблицы не оговаривалось, исписаны ли остраконы чернилами или надписи на них процарапаны; однако родственные им записи на осколках камня посчитаны отдельно. В строке «дерево» указаны как этикетки к мумиям, так и восковые таблички (4 в указанном собрании). Граффити также включаются в число документов: например, в коптском Белом монастыре близ Сохага каталог библиотеки был записан прямо на стенах книгохранилища рядом с соответствующими шкафами. Примером погребальных пелен является Liber Linteus — самый пространный из сохранившихся этрусских текстов; это был древнеиталийский ритуальный календарь.

### Папирусы

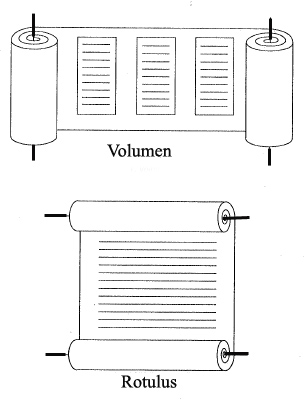
Разница способов записи текста на свитке в античности: литературный — колонками (volumen) — и в документах — сплошным текстом (rotulus)

Исследователи-папирологи в первую очередь имеют дело с папирусными свитками и отдельными листами; значительно реже — с папирусными кодексами. Стандартный термин — греч. βιβλίον — обозначал как отдельный свиток, так и сочинение, состоявшее из нескольких свитков-книг. Позднее данный термин стал обозначать текст, обладающий тематической законченностью и единством, тогда как свитки, составляющие отдельные части, «книги», стали обозначаться словом «том» (др.-греч. τόµος); в период раннего средневековья словом «том» обычно обозначали документы, написанные на папирусе.
Первая страница свитка именовалась «протоколом» (греч. προτόκολλον — «первая склейка»), последняя — «эсхатоколом» (греч. ἐσχατόκολλον — «последней склейкой»). В византийскую эпоху на протоколах стали ставить официальные штемпели, которые могли удостоверять, что папирус произведён на казённом предприятии. Согласно законодательству Юстиниана (Nov., 44, 2) каждый официальный документ должен был иметь протокол, являвшийся свидетельством подлинности документа. На эсхатоколе помещали издательские данные и титул (лат. subscriptia), поскольку последняя страница оказывалась в самой глубине свитка, это гарантировало её сохранность. Кроме имени автора и названия сочинения, на эсхатоколе указывали порядковый номер книги или число строк («стихометрия») и склеек. Вместе титул и стихометрия образовывали колофон, по которому в древности определяли стоимость книги. Титул мог быть помещён и на протоколе, как в одном из свитков, найденных в Геркулануме, но, видимо, это исключение. На внешней стороне свёрнутого свитка также могли нанести краткий титул, именуемый по-гречески «эпиграфом». К торцовой части свитка прикрепляли овальную бирку из пергамента (лат. index), на которой указывали имя автора и название сочинения, чтобы читатель мог, не разворачивая свитка, взять нужную ему книгу. Несколько раз об этом писал Цицерон в своих письмах, но использовал грецизм «ситтиб» (лат. sittybos, от др.-греч. σίττυβον).
Папирусный лист назывался греч. κόλλημα — дословно «склейкой»; свиток, сформированный склейкой однотипных документов (это исключало их фальсификацию путём замены), — τόµος συγκολλήσιµος. Столбец обозначался термином σελίς. Обычно писали на внутренней стороне свитка («ректум») — той, где волокна папируса шли горизонтально, и калам двигался вдоль них, не встречая сопротивления. Когда писчего материала не хватало, исписывалась и наружная сторона, «версум». Исписанные с обеих сторон книги назывались опистографами. Так писали люди экономные, потреблявшие большое количество писчего материала. Опистографы входили в книжное наследство Плиния Старшего, по свидетельству его племянника, Плиния Младшего («Письма», III, 5, 17). Судя по находкам римского времени, проанализированным Эриком Тёрнером в 1954 году, в среднем папирус повторно использовался спустя 25 лет после первичной записи.

#### Языки документов на папирусе
Подавляющее большинство найденных в Египте папирусов — на греческом языке. Они датируются временны́м промежутком III века до н. э. — VII века; при этом количественно раннесредневековые находки чрезвычайно многочисленны; документов VI века найдено значительно больше, чем, например, предшествующего V века. Латинских папирусов очень мало, репертуар текстов также значительно у́же, а места находок совпадают не со всеми источниками папирусов вообще. Содержательно латинские папирусы обычно касаются администрации и армии, хотя имеются единичные находки литературных и юридических текстов; Л. Дойель даже утверждал, что латинскую литературу в Египте вообще не читали. Объясняется это тем, что латинский язык использовался только в среде высшей администрации, присылаемой из Италии, его носителями были также военные и отдельные римские граждане. Предположительно, основная масса латиноязычного населения располагалась в Александрии, но папирусов из египетской столицы почти не дошло до наших дней. Сохранившиеся латинские папирологические материалы, тем не менее, включают и литературные тексты (Вергилия, Цицерона, Ювенала, Ливия, Лукана, Саллюстия и Сенеки); однако в большинстве своём это школьные упражнения, греко-латинские словники и тому подобное.
В документации низового уровня и частной переписке использовался и египетский язык с демотикой; с III века — по мере христианизации Египта — началось увеличение числа папирусов на коптском языке. Число демотических папирусов сокращалось с начала нашей эры, по-видимому, носителями этого письма остались исключительно жречество и представители профессий, связанных с бальзамированием. Последняя надпись иероглифическим письмом (эпиграфическая) датирована 24 августа 376 года (на острове Филе); составленный век спустя компендиум «Иероглифика» Гораполлона свидетельствует, что иероглифическая традиция окончательно прервалась. Иератика изредка применялась в текстах религиозного содержания примерно до того же времени. Последний демотический папирус (также с острова Филе) датирован 11 декабря 452 года.

#### Визуальные особенности текстов на папирусах
Литературные тексты на папирусах, как правило, переписывались в мастерских профессиональных издателей и характеризуются чётким почерком; буквы одинакового размера, сокращения не применялись. Поскольку для тиражирования литературных текстов применялись стандартные почерки, которые почти не несли индивидуальных признаков, палеографическая датировка таких папирусов крайне затруднена.
Документальные тексты претерпели с течением времени существенную эволюцию. Внешне они характеризуются колоссальным разнообразием индивидуальных и региональных почерков и другими особенностями. Почерк писца существенно отличается от обычных почерков грамотных и полуграмотных людей, однако почерк писцов канцелярии префектуры существенно отличался от стиля письма простых административных скриб или составителей писем и прошений для неграмотных. Документы каждой эпохи несли характерные особенности. В Птолемеевскую эпоху были распространены длинные горизонтальные строки, буквы как бы «подвешивались» под ними. Преобладали чёткие почерки. В римскую эпоху наметилась тенденция к упрощению, буквы становятся меньшими по размеру, распространяется скоропись. В III веке, согласно лейденскому руководству по папирологии, «начинается полная анархия», когда в одном документе могли не выдерживаться ни строки, ни поля, а письменные знаки могли быть разных размеров. Греческие почерки византийской эпохи явно демонстрируют влияние латинского курсива; распространяются короткие вертикальные строки поперёк папирусного свитка.

#### Арабские папирусы
Папирусная индустрия не исчезла и после арабского завоевания Египта. Первые арабоязычные папирусы датированы 644 годом, последние — второй половиной XI века (первые датированные бумажные документы в Египте относятся к 796—816 годам). Арабские папирусы впервые были раскопаны французскими путешественниками в Саккаре в 1824 году, годом позже их опубликовал Сильвестр де Саси, положив начало арабской папирологии. Специализированных раскопок арабских папирусов не проводилось, но в период великих папирологических открытий XIX века огромные арабские коллекции образовались параллельно с греческим материалом. Суммарный объём известных арабских папирусов (включая все прочие категории, сюда относимые) составляет примерно 150 000 единиц хранения. Новые открытия следуют ежегодно, причём в тех же центрах, к которым привязаны находки античных и византийских папирусов, исключение — Фустат. За пределами Египта арабские папирусы найдены в Израиле, Иордании, Сирии и Ираке. После Сильвестра де Саси серьёзные работы в области арабской папирологии начали Йозеф Карабачек и Адольф Громан — представители Венской школы.
Среди арабских папирологических находок значительную часть составляют тексты Корана, но они не произвели в коранистике такого же переворота, как в библеистике, поскольку самые ранние фрагменты были записаны через 100 лет после кодификации Корана при халифе Усмане. Среди хадисов выделяются «Хадис Дауда» IX века и собрания хадисов Абдаллаха ибн Лахия (в папирусном свитке IX века) и Ибн Вахба (сохранившийся в папирусном кодексе того же времени). Папирусные тексты хадисов опубликованы в очень малой степени, но имеют существенное значение для исследований истоков формирования этого жанра. К IX веку относятся фрагменты арабского астрономического трактата и самые ранние из фрагментов «1001 ночи». Представлена и поэзия, преимущественно восхваляющая четвёртого халифа Али. В отличие от античного периода, почти совершенно не изучены школьные папирусы арабского периода, хотя их потенциал для исследований системы образования (в частности, внедрения новых норм мнемоники и устной передачи текстов) и формирования новой египетской культуры исключительно велик.

### Пергаменты
Тексты, записанные на пергаменте, находят в Египте значительно реже — ввиду дороговизны, на выделанной коже преимущественно переписывали литературные и религиозные тексты, документы записывались в исключительных случаях. Сохранились, однако, так называемые «документы блеммиев», относящиеся к VI веку.

### Остраконы

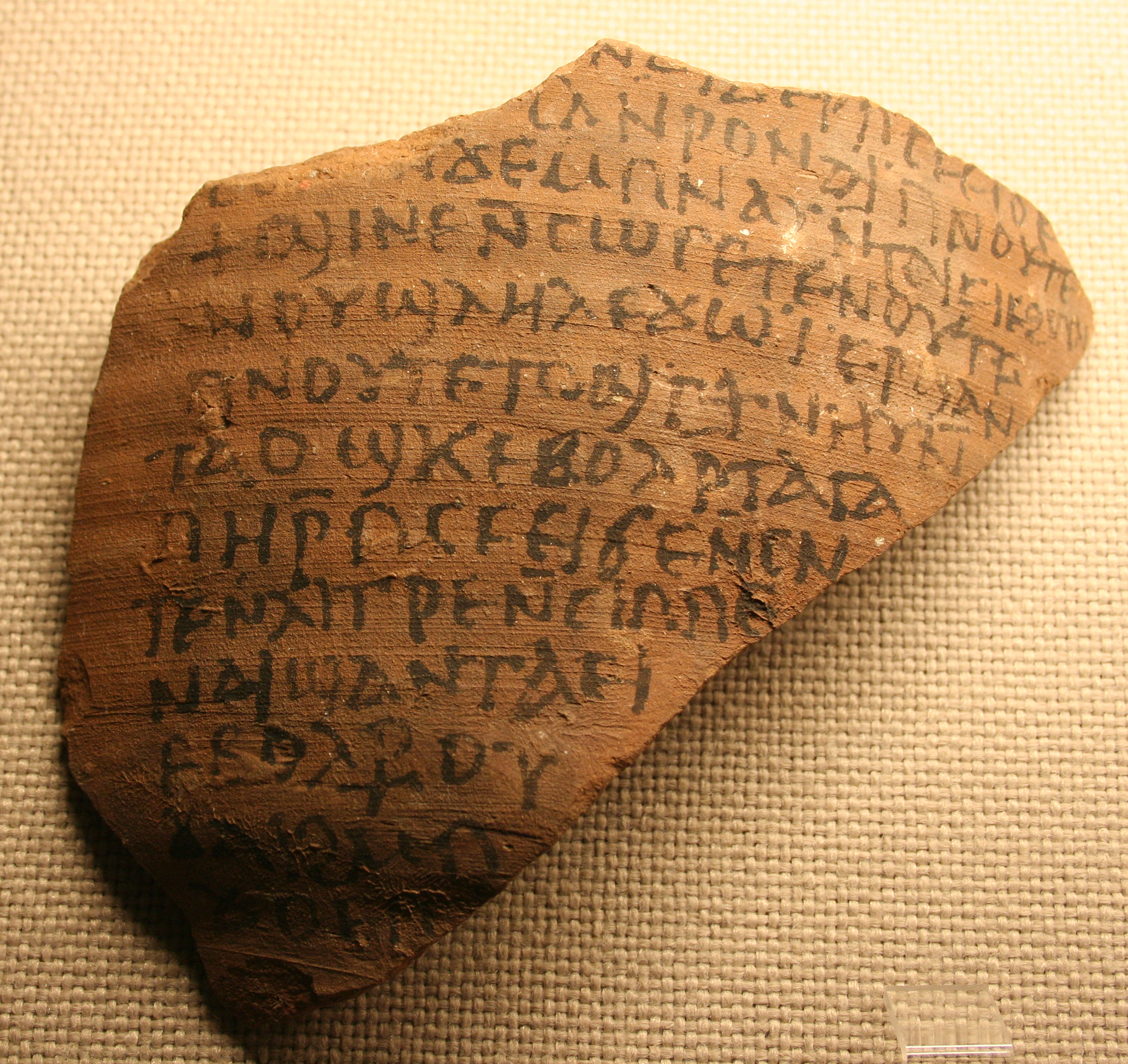
Коптский остракон VII века. Египетский музей, Лейпциг

Остраконы (др.-греч. ὄστρακον) — глиняные черепки и осколки камня разных размеров, на которых иногда встречаются достаточно обширные тексты (например, монастырский книжный каталог на куске известняка); писали обычно на вогнутной стороне. Сохранилось несколько тысяч остраконов самого разнообразного содержания. Подавляющее их большинство — налоговые квитанции, счета, расписки. К другим категориям текстов на остраконах относятся частные записки и письма, школьные упражнения, реже — литературные и религиозные тексты. Наиболее массовое распространение остраконы получили в римское время и продолжали использоваться вплоть до арабского завоевания. Кроме греческих, встречаются демотические и коптские остраконы, значительно реже — латинские, находимые в расположениях армии. Встречаются и двуязычные тексты, демотическо-греческие или греческо-коптские. Наиболее массовые находки были сделаны в Оксиринхе. Остраконы и папирусы, как правило, публикуются в одних и тех же изданиях, в рамках одних и тех же находок и музейных коллекций. Значение остраконов как важнейшего источника по социально-экономической истории греко-римского Египта было показано ещё к 1900 году в работе У. Вилькена «Греческие острака из Египта и Нубии» (рецензию на неё писал М. И. Ростовцев).

### Деревянные и восковые таблички

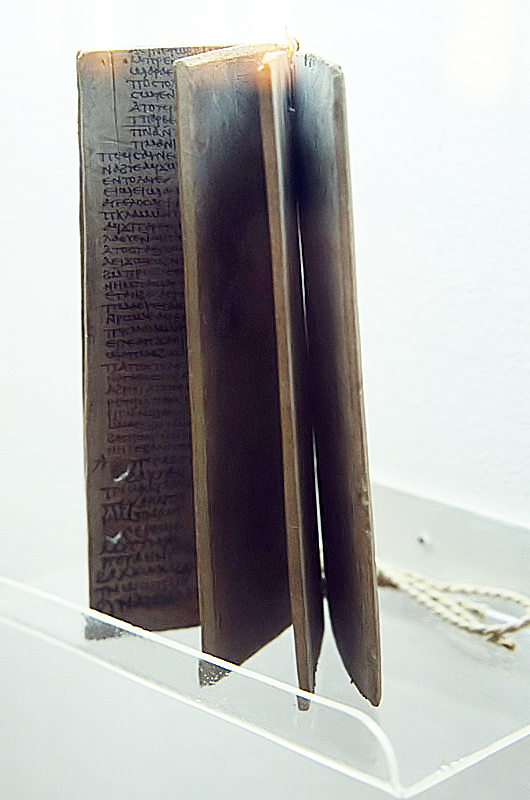
Коптский текст на деревянных табличках. Римский период, Эль-Харга, археологический музей

По оценкам Шубарта, Венгера и Монтевекки, деревянные и восковые таблички имели в Египте меньшее распространение, чем в других провинциях Римской империи. Помимо помпейских и геркуланумских, известны находки текстов в Алжире («Таблички Альбертини»), Сирии («Ассендельфтские таблички» из Пальмиры) и Великобритании (Таблички из Виндоланды).
Обычно таблички изготавливали из бука, дуба и других твёрдых пород деревьев. Края табличек были приподняты, до их уровня заливался расплавленный воск: его разглаживали трапециевидным скребком. По застывшему воску писали продолговатым металлическим или костяным стержнем: один конец его был заострён, другой оканчивался лопаточкой. Если запись чем-то не удовлетворяла пишущего или в ней миновала надобность, воск заглаживали лопаточкой, после чего писали вновь по этой же табличке. Стержень этот у римлян назывался стилем (откуда ведёт начало не только соответствующий термин, но и разновидность кинжала).
Восковые таблички служили, в первую очередь, для черновых и временных записей, для обучения письму (сохранились школьные упражнения). Однако существовали и документальные записи на воске, рассчитанные на длительное хранение, — это заявления о регистрации новорождённых детей римских граждан, завещания римских граждан и тому подобное. В этом случае документальный текст писался на внутренних сторонах, покрытых воском (лат. scriptura interior); далее табличка связывалась и опечатывалась, а на внешних сторонах (scriptura exterior) писали чернилами краткое содержание документа и подписи свидетелей, скреплённые их личными печатями.

### Этикетки к мумиям

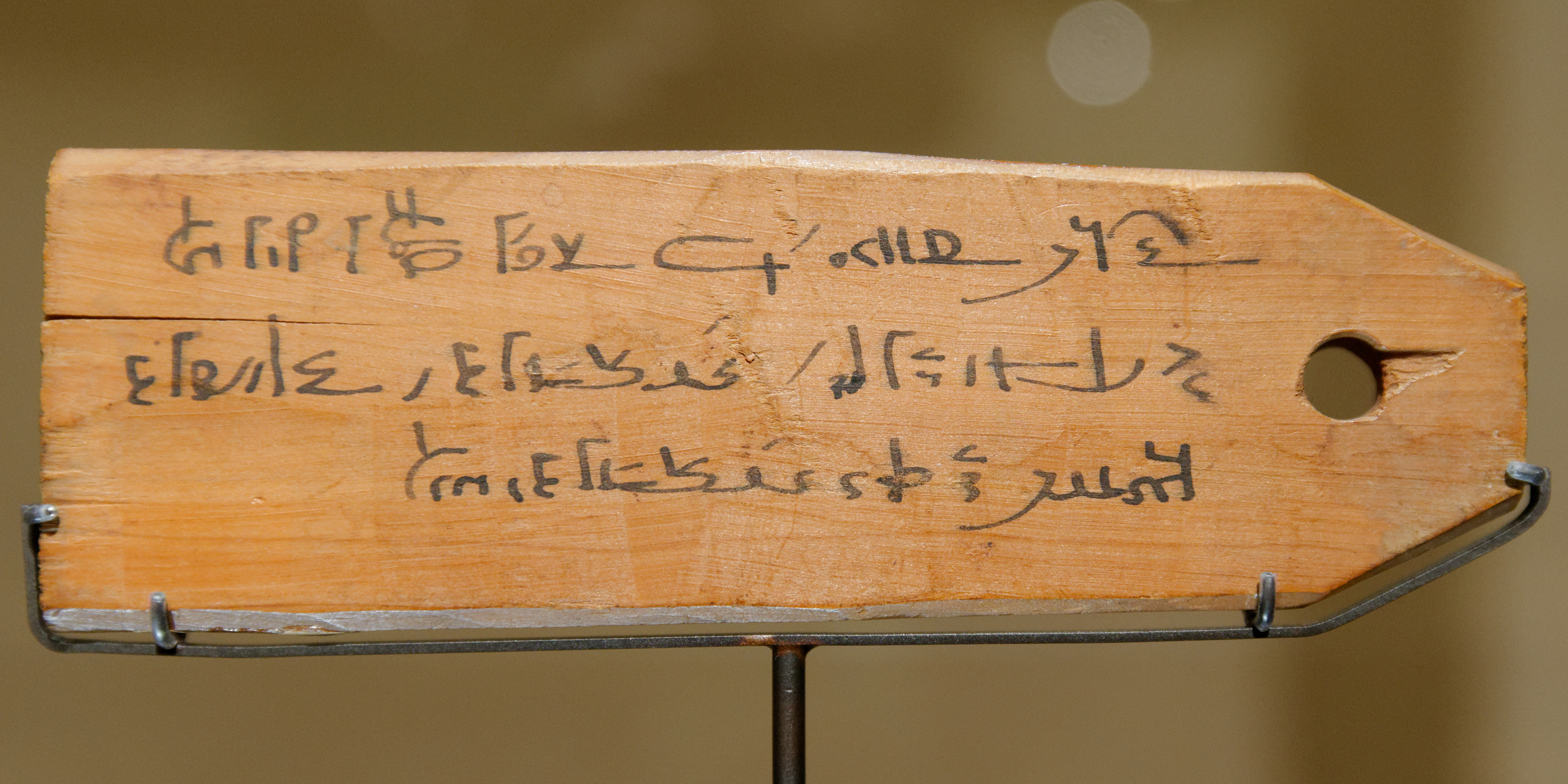
Этикетка к мумии с демотической надписью; на обороте имеется греческая надпись. Между 100—299 годами; из находок в некрополе Трифион в Сохаге. Лувр

Этикетки к мумиям (греч. τάβλαι, англ. Mummy label, фр. Étiquette de momie) — наиболее распространённый и специфический для Египта вид надписей на табличках. Чаще всего это небольшие деревянные дощечки в форме стелы, прямоугольника и проч., с одним или двумя ушками для продевания шнурка, при помощи которого они крепились к мумии. Этикетка служила для идентификации мумии в случае её доставки к месту погребения; двуязычные демотическо-греческие таблички содержали заупокойные пожелания увековечения имени покойного и его благополучия на том свете. Текст обыкновенно писали чёрными чернилами или вырезали ножом. Формуляр стандартного текста включал имя покойного с добавлением имён отца и матери (реже — деда), профессию и должность, возраст. Дата смерти указывалась реже, причём в форме года царствования без указания имени императора. Указывалась также дата погребения, место происхождения покойного и благопожелание. Мумийные этикетки дошли до нас преимущественно из Панополя, но их находили в Фивах, Мемфисе и Файюме. Хронологически основная масса этикеток относится к римской эпохе, хотя имеются находки как птолемеевского времени, так и византийского. Надписи аналогичного содержания наносили также на деревянные саркофаги, маски мумий, погребальные пелены и прочее. Эти тексты публикуются вместе с собственно папирологическими материалами.

## Репертуар литературных текстов
Изначально папирологи были нацелены на поиск утраченных античных литературных текстов. В Лёвенской базе литературных папирусов учтены (целиком и во фрагментах) 3000 папирусных свитков и около 1000 папирусных и 1000 пергаментных кодексов. Они демонстрируют колоссальное разнообразие тематики и авторов, в первую очередь составляя, однако, корпус медицинских, магических, музыкальных, философских и грамматических трудов. Практически все собственно литературные папирусы дошли из Оксиринха. Наиболее читаемые (то есть тиражируемые) авторы, находки текстов которых сведены в таблицу, были включены в античную школьную программу. По замечанию У. Джонсона, Гомер и Гесиод были авторами, эпос которых лежал в основе греческой идентичности, и если проводить аналогии, их роль в античной литературе сопоставима с Библией короля Якова и Шекспиром для англоязычного мира. Соответственно, развлекательная литература античности — так называемые греческие романы — сохранилась очень плохо и фрагментарно. По представленному репертуару текстов нельзя судить о предпочтениях читающей публики, поскольку все сохранившиеся тексты связаны с потребностями социальной и экономической элиты античного мира. В таблице представлен репертуар авторов, наиболее часто встречавшихся на раскопках, по материалам Лёвенской базы античной литературы. Числа в скобках со знаком вопроса обозначают спорные атрибуции в условиях, когда все находки крайне фрагментарны и сильно повреждены.
| Автор               | Число свитков | Число кодексов |
| ------------------- | ------------- | -------------- |
| Гомер («Илиада»)    | 363 (+100?)   | 95             |
| Демосфен            | 115 (+8?)     | 24             |
| Гомер («Одиссея»)   | 93 (+26?)     | 24             |
| Еврипид             | 84 (+27?)     | 22 (+1?)       |
| Гесиод              | 76 (+26?)     | 10 (+3?)       |
| Платон              | 64 (+12?)     | 4              |
| Исократ             | 61 (+9?)      | 14 (+1?)       |
| Фукидид             | 56 (+15?)     | 2              |
| Каллимах            | 45 (+9?)      | 16             |
| Менандр             | 43 (+34?)     | 14 (+4?)       |
| Геродот             | 33 (+5?)      | —              |
| Ксенофонт           | 30 (+3?)      | 2              |
| Эсхин               | 28 (+13?)     | 3              |
| Эсхил               | 25 (+4?)      | —              |
| Аполлоний Родосский | 23 (+6?)      | 5              |
| Пиндар              | 20 (+11?)     | 4 (+1?)        |
| Софокл              | 18 (+7?)      | 6              |
| Аристофан           | 16 (+7?)      | 26             |
| Сафо                | 14 (+6?)      | 1?             |
| Феокрит             | 11 (+4?)      | 5              |
| Гиппократ           | 11 (+4?)      | 5              |
| Архилох             | 10 (+7?)      | —              |
| Аристотель          | 9 (+1?)       | 1              |

### Античные интеллектуалы и папирусы
Интеллектуальная элита была той социальной группой, которой требовалось наибольшее количество разнообразных литературных текстов. Основным источником, который позволяет хоть как-то судить об этой сфере античного общества, являются оксиринхские находки. Сохранилось несколько образцов частной переписки, из которой следует, что в Оксиринхе II века имелась группа интеллектуалов, которая контактировала со своими коллегами из Александрии и других городов. В письме, написанном на одном папирусе тремя или четырьмя почерками (P.Oxy, XVIII, 2192), упоминается, что с ним отправлена и посылка: шестая и седьмая книги Ипсикрата. В другом письме, описанном Э. Тёрнером, некто Теон из Александрии писал Гераклиду в Оксиринх, посылая ему шесть стоических текстов собственного сочинения; имелось также аналогичное письмо из Фаюма. Сохранилось несколько книжных списков II—III веков, примечательно, что в них даётся некоторая классификация материалов, в частности, «редкие книги», философские труды или комментарии. У. Джонсон на основе данных материалов выявил следующие закономерности:
1. В среде оксиринхских интеллектуалов был высок интерес к текстам, не включённым в школярский канон; преимущественно это трагедии классических авторов и лирико-элегические сочинения. Только в оксиринхской переписке сохранились названия четырёх пьес Софокла (включая «Тезея» и «Эврифила»), а также нескольких пьес Эпихарма, о которых нет больше никаких других свидетельств. Именно в Оксиринхе сохранились значительные фрагменты сочинений Пиндара, Стесихора, Алкея и единичные тексты Алкмана, Вакхилида и Симонида.
2. Владельцы редких книг, за небольшими исключениями, проводили активную работу с текстами: копировали их, писали аннотации, проводили редактуру (расставляли пунктуацию, разбивку на слова и абзацы и т. д.). На сохранившихся документах всегда имеются пометы и поправки читателя. Обычной была сигла хи, которая соответствовала современной nota bene.
3. Круг интеллектуалов Оксиринха был невелик. Выявлено, что почти всю массу литературных текстов, опубликованных из оксиринхских находок, переписали всего 45 человек; из сохранившихся 16 обрывков текстов Софокла 6 были переписаны одним и тем же человеком. Вероятно, это означает, что имелась единственная библиотека, принадлежавшая данной группе любителей литературы, а тексты и традиция их комментирования передавались от отца к сыну или от учителя к ученику[52].

### Школьные тексты на папирусах

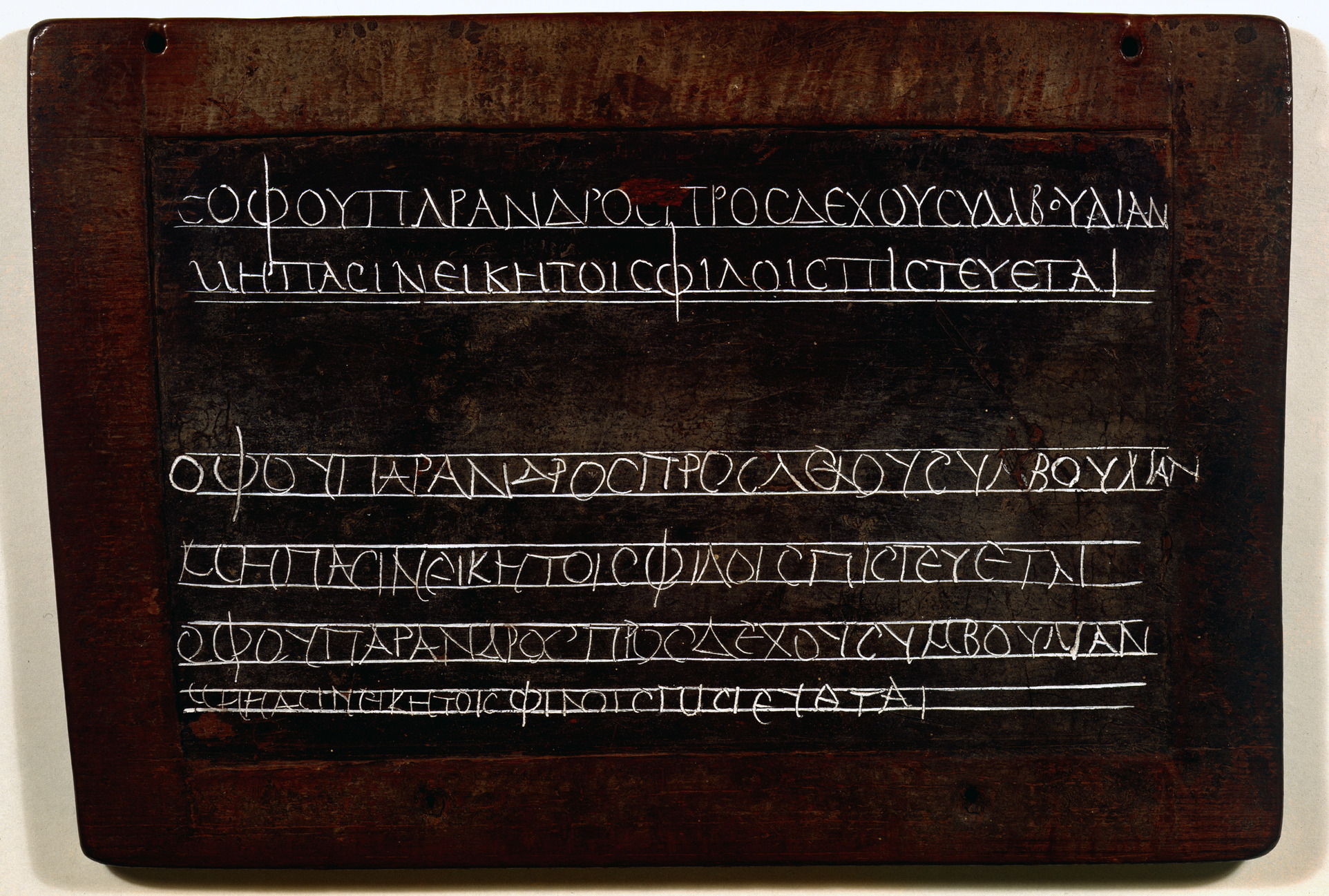
Восковая табличка из античной школы с образцом для переписывания. Приведены две строки Менандра. II век? Британская библиотека

Со второй половины 1980-х годов оживился интерес к исследованию системы образования эллинистического мира, Римской и Византийской империй, как её можно реконструировать из папирологических материалов. В 2001 году вышла обобщающая работа Рафаэлы Крибиоре, которая также написала соответствующий раздел в «Оксфордском пособии по папирологии». Из этих материалов, в частности, становится очевидным, что греческая система общего и высшего образования сложилась к моменту завоевания Египта Александром Македонским, и в общих чертах эта система просуществовала до арабского завоевания. Египетские находки предоставляют единственную в своём роде возможность увидеть повседневную школьную практику, не опосредованную средневековой традицией, как в общем случае — сохранились школярские и риторические упражнения, так же как практически весь репертуар учебных текстов. Сохранились имена конкретных учителей и их титулатура, что позволяет судить об их профессиональной специализации. Это позволяет существенно уточнить представления, основанные на античных литературных текстах.
Школьные материалы сравнительно легко опознаются среди прочих текстов на папирусах: они выделяются особым оформлением (например, прочерченными строками), наличием пунктуации, особых редакторских знаков и исправлений и т. д. Особых палеографических особенностей при этом не наблюдается, но легко отличить почерк учителя от ещё не установившегося ученического. Хотя в античности тексты переписывались сплошь, без разделения на слова, в школьных текстах выделялись не только слова, но и корни. Однако поэтические тексты, как правило, писались сплошь, без стихометрии, строки — то есть отдельные стихи — обозначались специальными знаками. Ещё одна особенность школьных текстов — низкое качество письменных материалов: пергамент практически не использовался, так же как и папирус хорошего качества; однако большинство сохранившихся материалов — и от учителей, и от учеников — записаны на папирусах. По большей части это материал среднего и низшего качества, толстый и грубый на ощупь. Однако такой папирус выдерживал неоднократное использование, когда результаты неудачных упражнений попросту смывались. Для письма использовали также уже переписанные ненужные папирусы, для чего употреблялись свободные места на лицевой стороне или незаписанная тыльная сторона (лат. verso). Для кратких заданий и элементарного обучения письму использовали остраконы. Восковые таблички в Египте, по-видимому, были намного более редкими и дорогими, чем в Греции и Италии, из-за общей дороговизны древесины вообще. От птолемеевской эпохи не осталось образцов восковых табличек, находок византийского периода больше, чем римского. Они применялись, по-видимому, на высшей ступени образования для грамматических и каллиграфических упражнений.
Элементарное образование в качестве пособий использовало списки слов, которые разбивались на слоги и группировались по числу слогов, как было принято в античной поэзии. Использовались и тематические списки, чаще всего это были генеалогии богов и мифологических героев. Элементарные письменные упражнения включали максимы знаменитых людей и короткие стихотворные отрывки. Использовались также изложения и парафразы гомеровских текстов. Помимо этого, составлялись леммы — списки слов гомеровского языка с эквивалентами из более современных форм греческого языка. Однако исследования последнего времени показали, что подобные комментарии не только служили школьным нуждам, но и переписывались для образованной публики, желавшей понимать эпические тексты. К моменту поступления в риторическую школу (аналог высшего учебного заведения) школяр имел достаточные навыки в каллиграфии. Однако изучение высшей ступени образования затруднено, поскольку риторические школы имелись, по-видимому, только в Александрии, а количество уцелевших материалов крайне невелико.

## Места обнаружения папирусов

### Египет

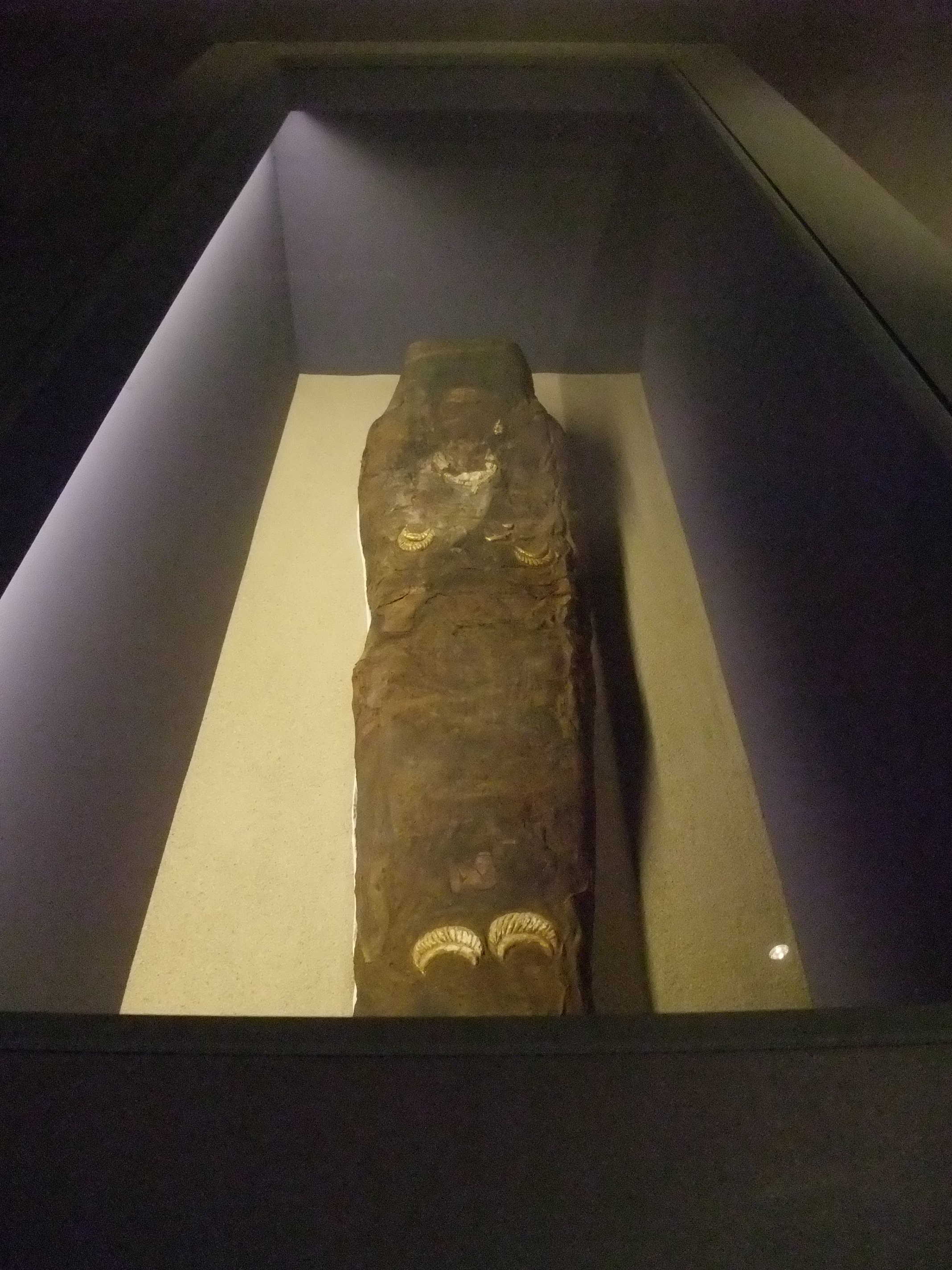
Картонаж женской мумии из Антинополя, найденной в 1909 году. Ренн, Музей изящных искусств

Все находящиеся в папирологических коллекциях памятники были получены исследователями как в результате случайных находок (в том числе через чёрный рынок), так и вследствие целенаправленных археологических раскопок. Долговечность папируса в условиях Египта обеспечивается только отсутствием влаги, поэтому папирусы, произведённые в Дельте, сохранились только в других районах страны, куда были вывезены ещё в древности; исключением было несколько обугленных памятников. В Оксиринхе папирусы птолемеевской эпохи оказались в слоях, богатых влагой, и погибли почти целиком. Особенно много папирусов сохранилось в поселениях, заброшенных ещё в древности и переставших быть объектом человеческой деятельности. Повышение уровня грунтовых вод в Нильской долине после строительства Асуанской плотины в долгосрочной перспективе сокращает возможный ареал папирологических находок. Основными источниками папирологического материала в археологии являются следующие:
1. Гробницы. Древнеегипетская религия с её заупокойным культом требовала снабжать покойных так называемой «Книгой мёртвых». Греки, поселившиеся в Египте, усвоили некоторые местные представления, в результате в гробницы стали полагать любимые книги покойного или магические тексты. Таким образом были обнаружены литературные тексты, древнейшим из которых были «Персы» Тимофея Милетского.
2. Картонажи мумий. После греческого завоевания Египта эллины заимствовали египетский погребальный обряд и мумификацию, но изменили их. Вместо погребальных пелен и бинтов мумия помещалась в особый каркас — картонаж. Картонажи изготавливались из нескольких слоёв склеенных папирусов, которые сверху покрывались гипсом и покрывались росписью. Папирусами могли заполнять и внутренние свободные пространства саркофага и даже самих мумий. Одним из наиболее примечательных источников папирусов являются картонажи мумий священных крокодилов, впервые обнаруженные в Тебтунисе, их могли заворачивать в греческие папирусы[60]. Для картонажей использовались ненужные папирусы, чаще всего это были документальные тексты, приобретаемые у старьёвщиков; но встречались и литературные тексты[61]. Иногда из мумий извлекают целые архивы, в том числе из местностей, в которых папирусы другим путём не сохранились. Таковы архивы римского юриста и владелицы папирусных плантаций, предположительно, из Александрии[62][63]. Поскольку не сохранилось ни одного папируса, непосредственно найденного в Александрии, эти находки имеют первостепенное значение[64].
3. Киманы (термин происходит от множественного числа араб. كوم‎ ком, по-гречески κοπρώνες) — мусорные кучи или свалки на окраинах древних поселений. В археологии различаются киманы-мусорники и киманы, образовавшиеся на месте покинутых домов. Мощность культурного слоя в киманах могла к началу XX века составлять до 26 м. Тексты, обнаруживаемые в одном коме, как правило, относятся к одному-двум векам; более древние тексты залегают на большей глубине. Кроме того, у древних египтян было особое отношение к письменным знакам, в результате ненужные папирусы не сжигались и не уничтожались, а захоранивались (это напоминает еврейские генизы)[65]. Феллахи стали активно раскапывать комы со второй половины XIX века, поскольку их органическая составляющая была отличным удобрением — египтяне называли его себах[нем.] (араб. سباخ‎). Обнаруживаемые папирусы поступали на рынок и стали отправной точкой для исследования киманов европейскими археологами[66][63].
4. Дома. Древнеегипетские дома строились из кирпича-сырца и были недолговечны. На месте рухнувших или пришедших в негодность построек возводились новые, а под развалинами нередко оставались вещи, в том числе и папирусы. В результате завоеваний и упадка оросительных систем множество городов и деревень были заброшены, а затем поглощены пустыней. Остатки древних папирусных библиотек иногда находят на месте их хранения — в корзинах, сосудах или оконных нишах, которые служили в Египте книжными шкафами вплоть до эпохи Средневековья[67][63].
5. Переплёты кодексов, технически аналогичные картонажам мумий. Ярким примером является библиотека Наг-Хаммади[68].

Папирологические находки разбросаны по территории Египта и как правило привязаны к древним городским центрам со значительным греческим населением или богатым деревням, расположенным на краю пустыни. Количественно папирусы распределены крайне неравномерно: особенно богатые собрания остались от I—III веков; в IV веке количество сохранившихся материалов резко снижается и составляет не более трети от уровня II века. Снижение числа папирологических находок, относящихся к V веку, Т. Хики называл «обвальным»; в VI веке документальные и литературные папирусы снова становятся многочисленными, в VII веке вновь наблюдается снижение числа находок. Например, между 629—642 годами (то есть между уходом из Египта Сасанидов и началом арабского завоевания) на всей территории страны обнаружено не более 70 текстов на греческом языке.

### За пределами Египта
За пределами Египта папирологические находки сравнительно редки и как правило происходят в регионах со сходными особенностями климата. Некоторые папирусы обнаружены в Израиле и Иордании (Нессана в Негеве, окрестности Мёртвого моря, Петра), Сирии (Бостра, регион Среднего Евфрата, Дура-Европос — здесь обнаружен единственный фрагмент Диатессарона на пергаменте). Арабские папирусы находили на территории Сирии и Ирака (Самарра и Дамаск). Остраки находили в Ливии (Бу-Нгем) и в Израиле (древняя Масада). Для развития папирологии данные регионы чрезвычайно перспективны. По мнению Стэнли Портера — исследователя палестинских папирусов, папирологическая ситуация в Египте адекватно отражает социокультурную систему, сложившуюся в восточных провинциях Римской Империи, и не должна рассматриваться как нечто уникальное.
Северное побережье Средиземного моря имеет совершенно другие климатические условия, поэтому выживание папирологических материалов является здесь единичным явлением. При разрушении Геркуланума и Помпей в 79 году папирусы сохранились в Геркулануме, затопленном потоками грязи, причём их обугливание не было единовременным процессом; в Помпеях, засыпанных горячим пеплом и пемзой, сохранились только восковые таблички. Равным образом, сохранности Виндоландских табличек способствовало то, что они оказались в болоте без доступа кислорода. Единичные находки папирусов происходили и в Греции: в 1962 году в Дервени близ Фессалоник в захоронении был найден папирус IV века до н. э., это был обгорелый свиток, на котором читались 30 колонок комментария к доселе неизвестной орфической поэме. В 1981 году в Дафнах близ Афин был найден ещё более ранний папирус V века до н. э. Он отсырел и слипся; могила, вероятно, принадлежала актёру или музыканту. В течение долгого времени не предпринималось попыток развернуть свиток, он хранился во влажной среде в затенённом помещении. Только в 2010 году с разрешения греческой службы древностей исследование начали Эгерт Пёльман и Мартин Уэст. В ходе разделения свитка получилось 133 фрагмента, которые были сканированы и засняты в ультрафиолетовых и инфракрасных лучах. Публикация результатов велась с 2012 года. Текст не был идентифицирован, некоторые прочитанные фрагменты соотносились с произведениями Гесиода.

## Реставрация и консервация папирусов

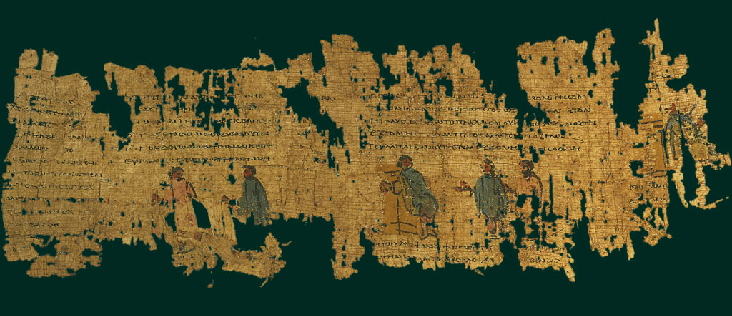
Остатки иллюстраций на плохо сохранившемся папирусном свитке II века. Текст содержит фрагмент греческого романа, не дошедшего до нас, и потому не поддающегося отождествлению. Национальная библиотека Франции

Найденные при раскопках папирусы всегда находятся в сильно повреждённом состоянии, даже если в своё время были помещены в хранилища, защищающие от механических повреждений (кувшины или ящики). Папирусы помяты и поломаны, со множеством трещин, изломов, лакун, разорванными волокнами, отвалившимися частями, стёртыми буквами. Они могут быть покрыты грязью или плесенью, быть пропитаны солями, часто оказываются слипшимися или представляют собой кучу перемешанных обрывков. Египетский инженер Хасан Рагаб, в общих чертах восстановивший античную технологию производства папируса, утверждал, что извлечённые из-под земли папирусы приходят в полную негодность за неполные сто лет. По словам И. Фихмана, реставрация папирусов — одновременно наука и искусство:

Наука, потому что требуется глубокое знание свойств самого папируса, физиологии растения, химии и других специальных дисциплин. Искусство, потому что помимо знаний реставратор должен обладать качествами хирурга, умением легко и осторожно обращаться с папирусом, способностью тонко чувствовать материал, интуицией, помогающей в каждом отдельном случае находить лучший способ обработки данного текста, ибо универсальных рецептов нет и быть не может.
Методы консервации и реставрации папирусов вырабатывались в полевых условиях, опытным путём. Первые рекомендации сформулировал в 1883 году знаменитый венский арабист и папиролог Й. Карабачек. По мнению папирологов, вершиной реставрационного мастерства являлась деятельность немецкого специалиста Хуго Ибшера, переплётчика по образованию. Он обладал как незаурядной интуицией, так и высочайшим профессионализмом в обращении с папирусами, за что был удостоен степени доктора наук honoris causa. Папирологом-реставратором был и его сын Рольф, работавший в ГДР до своей кончины в 1967 году. Среди реставраторов И. Фихман выделял венских специалистов отца и сына Антона Факельманна и А. Факельманна-младшего и ленинградского реставратора Н. П. Тихонова (его талант особенно высоко оценивал П. В. Ернштедт), причём все перечисленные конкурировали друг с другом и дискутировали о методах. Так, А. Факельманн использовал в качестве клея сок натурального папируса.
Выбор соответствующего метода реставрации всегда зависит от условий обнаружения и хранения папируса, в частности, был ли он найден во время раскопок, извлечён из картонажа или приобретён у антиквара (или хранился в условиях, не обеспечивающих консервацию). В первом случае папирусы, как правило, находятся в свёрнутом виде, пересохли, пропитаны солями и покрыты грязью. Во втором случае папирус проходил первичную обработку — он очищен, разглажен и склеен. При извлечении папируса из картонажа особую заботу составляет сохранение древних чернил — собственно текста и папируса, покрытого известью. Первые исследователи, включая Ф. Питри, Гренфелла и Ханта, использовали распаривание, промывку в тёплой воде (чтобы удалить клей) и обработку кислотами. В 1970-е годы норвежский специалист О. Вендельбо применил биологический метод — обработку папируса протеолитическими энзимами. Поскольку папирусы чаще всего обнаруживают в рассыпавшемся виде, уже при первичной консервации ставится вопрос о реконструкции первоначального листа или свитка. Несмотря на успехи физических методов, соединение фрагментированных папирусов требует от реставратора отличного знания древних языков и письменности и не даёт гарантии правильного воссоединения фрагментов. Реставрированные продезинфицированные папирусы хранятся в развёрнутом виде под двумя стёклами; практиковавшееся в XIX веке наклеивание на картон более не применяется.

## История папирологии

### Донаучный этап

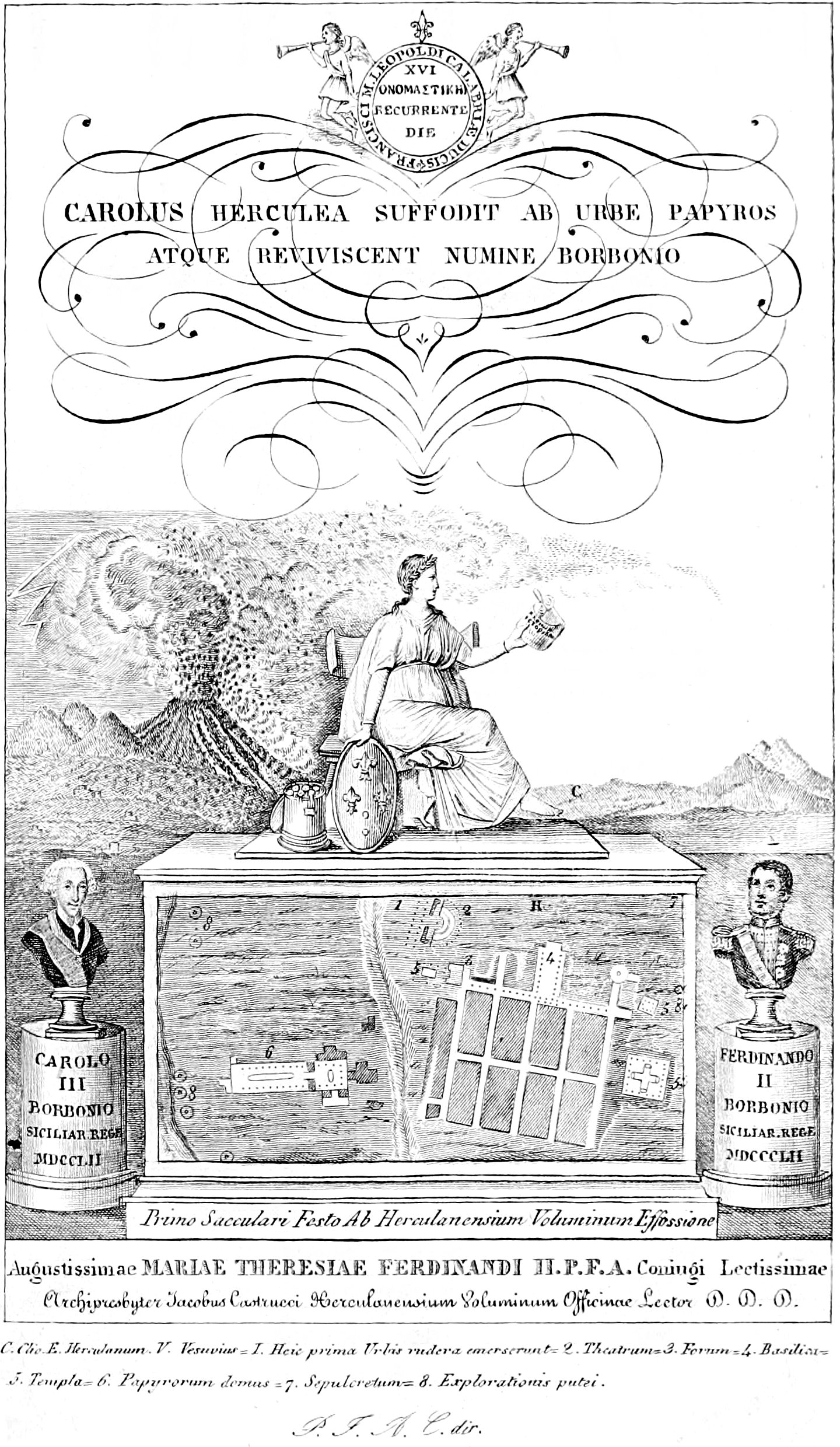
Титульный лист отчёта о геркуланумских папирологических находках. Неаполь, 1858

Ещё в XVI веке в Европе в частных коллекциях имелись грекоязычные папирусы, но их происхождение и значение не были известны современникам. Один из таких папирусов принадлежал профессору Базельского университета Иоганну Якобу Гринеусу, сохранился до наших дней и был введён в научный оборот в начале XX века.
Иной была реакция современников на находки 1752—1754 годов в Геркулануме в так называемой «Вилле Папирусов»; немалую роль в популяризации находок сыграл Иоганн Винкельман. Участник раскопок — художник Камилло Падерни (Camillo Paderni) — в ноябре 1753 года официально объявил о находке большого числа обугленных папирусов на древнегреческом языке, которые не поддавались прочтению. Падерни первым попытался развернуть свитки и оценить их содержимое, но его методы привели к уничтожению 142 свитков. Далее свитки были переданы ватиканскому эллинисту аббату Пьяджо (Antonio Piaggio), который разворачивал свитки буквально по одной строке и за 40 лет работы смог обработать 18 свитков разной длины, но так и не смог прочитать их до конца, а также оставить неповреждёнными. В 1802 году в работу включился британский священник Джон Хейтер; усовершенствовав методы Пьяджо, за 4 года он развернул около 200 папирусов, скопировав 98 из них. Часть оригиналов из Геркуланума поступила в Бодлеанскую библиотеку. Оказалось, что геркуланумская библиотека была специализированной — большинство книг были посвящены стоической философии; примерно две трети прочитанных текстов принадлежат Филодему. Из-за огромного числа проблем с прочтением и сохранением находок их публикация далеко не закончена, а первый сводный каталог увидел свет только в начале 1980-х годов.
В 1778 году феллахи обнаружили близ Гизы 50 папирусных свитков в глиняном сосуде; впрочем, по особенностям находок они, вероятно происходили из Фаюма. Находки были предложены базарному торговцу, который купил один свиток из любопытства, прочие были сожжены. Этот свиток в конечном итоге был приобретён кардиналом Стефано Борджиа, он включал 12 столбцов текста и ещё 22 обрывка. Спустя 10 лет свиток был исследован датским эллинистом Нильсом Иверсеном Скоу, который обнаружил, что перед ним — поимённый список жителей фаюмской деревни Птолемаиды Орму, которые в 193 году были мобилизованы для работы на дамбах. Скоу издал папирус на латинском языке, дата его публикации считается началом документальной папирологии. Однако на фоне геркуланумских находок Charta Borgiana казалась «неинтересной» для образованной публики и стала предметом научного исследования только в начале XX века. В 2007 году несколько неизвестных фрагментов этого папируса были найдены в Лиссабоне.

### XIX век. Эпоха коллекционеров
Египетский поход Наполеона 1798 года вызвал в Европе массовый интерес к Древнему Египту и оживил деятельность коллекционеров папирусов. В 1835 году Рифаа ат-Тахтави убедил Мохаммеда Али-пашу разрешить археологические исследования; результатом стал массовый вывоз древнеегипетских памятников из страны, на что власти смотрели совершенно индифферентно. В результате закупок путешественников и дипломатических персон за первую половину XIX века складываются папирологические коллекции в крупнейших научных центрах Европы, в том числе Оксфорде, Лондоне, Берлине, Лейпциге, Турине, Лейдене, Санкт-Петербурге. Преимущественно это были документальные и литературные папирусы птолемеевского и византийского периодов. Собственно египетские иератические и демотические папирусы не привлекали внимания собирателей, поскольку их письмо казалось не поддающимся расшифровке. Постепенно начиналось критическое издание текстов на папирусах. Среди ранних папирусных находок выделялась «Илиада» Бэнкса, найденная в Элефантине в 1821 году, — рукопись, включавшая 700 строк гомеровского эпоса, была переписана во II веке, то есть была на 1000 лет древнее других её манускриптов, известных к тому времени. Приобретения такого рода бывали случайными и совершенно бессистемными. Например, в сезон 1847 года английские путешественники Э. Харрис и Д. Арден независимо друг от друга купили фрагменты одного папируса. Фрагмент Ардена включал 49 колонок текста, содержащих речи в защиту Ликофрона и Евксениппа и речь против Демосфена (сильно повреждённую). В 1856 году преподобный Х. Стобарт приобрёл надгробную речь Гиперида, переписанную античным школьником на обороте гороскопа. Массовое разграбление и уничтожение древнеегипетских памятников побудило О. Мариэтта основать Службу древностей (Service de conservation des antiquités de l'Égypte), утверждённую Саид-Пашой в 1858 году.
Новая эра наступила в 1877 году, когда феллахи стали раскапывать фаюмские киманы и огромный поток папирусов наводнил каирские рынки. Основная часть находок того времени была куплена эрцгерцогом Райнером Фердинандом и в 1899 году передана Императорской библиотеке в Вене; объём коллекции превышал 100 000 папирусов. Значительная их часть была византийского периода, а не менее трети были написаны после арабского завоевания на арабском языке. Самые поздние образцы относились к X веку. Египтолог А. Эрман тогда же впервые определил источник находок — древние мусорные кучи. Зачастую исследователи были не в состоянии полностью использовать оказавшиеся в их распоряжении материалы: в 1880 году Ульрих Вилькен обнаружил около 300 папирусных документов с данными римских переписей населения в Египте. С тех пор число документов по указанному предмету практически не изменилось, однако, по словам Р. Бэгналла, Вилькен не смог распорядиться ими должным образом, поскольку ещё не сформировались демография как наука и соответствующие методы.

### Систематические раскопки. Становление папирологии

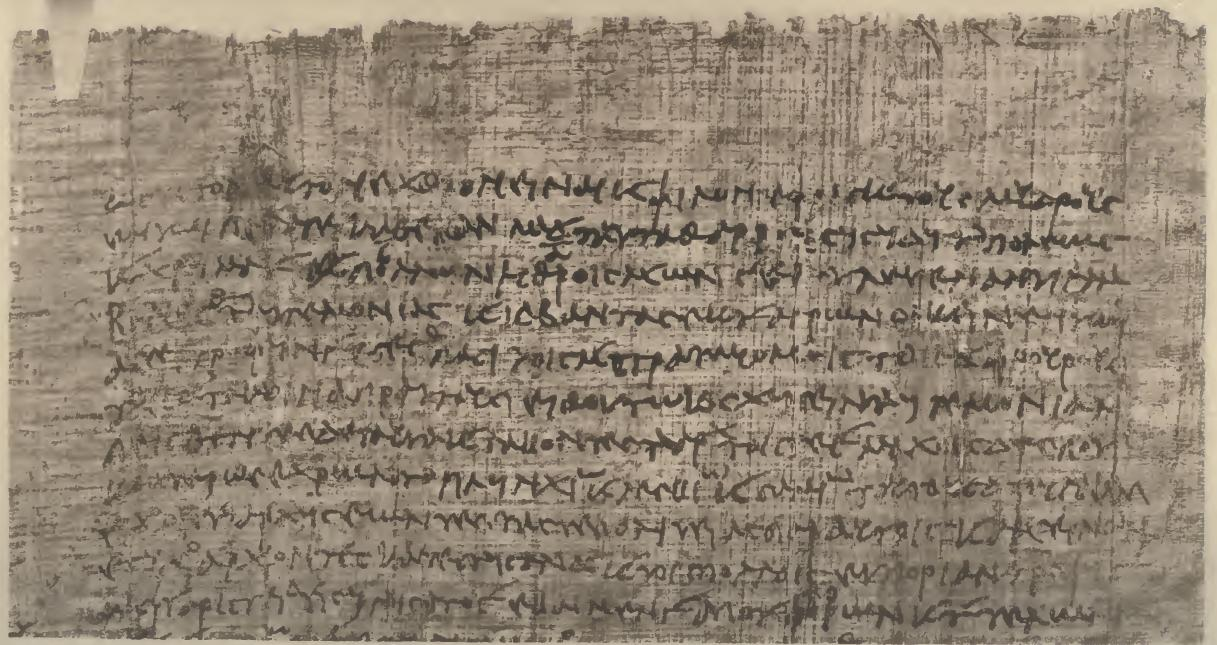
Факсимиле части манускрипта с текстом «Афинской политии» Аристотеля. Лондонский папирус № 131, ныне хранится в Британском музее. Представлен верх 10-й колонки рукописи, содержащий последние слова 23-й главы и начало 24-й

В 1883 году раскопки в Танисе начал английский исследователь Флиндерс Питри, который обнаружил в мусорных кучах сохранившиеся во влажной почве обгорелые остатки папирусов. Среди находок был первый из обнаруженных древнеегипетских словарей — каталог иероглифических знаков с соответствующими им иератическими эквивалентами, записанными параллельными колонками. По-видимому, это было древнее пособие для обучения писцов. В другом фрагменте содержался каталог административного деления Древнего Египта. В 1887 году Служба древностей предложила Питри обследовать Фаюм, который в то время считался бесперспективным с точки зрения археологии. В Гаваре он открыл фаюмские портреты, а во время визита на раскопки Шлимана и Вирхова, путешествовавших зимой 1888 года по Египту, была обнаружена женская мумия II века, голова которой покоилась на свитке, содержащем значительную часть второй книги «Илиады». Несмотря на находки более 450 документов, явно происходящих из одного древнего архива, Питри не смог понять значение мусорных куч как источника материала для папирологических находок.
В сезон 1889—1890 годов Питри работал в Гуробе. Несмотря на бедный инвентарь захоронений, было обнаружено, что картонажи мумий содержат значительное число папирусных текстов. Среди них содержались обрывки платоновского диалога «Федон» и фрагмент утраченной трагедии Еврипида «Антиопа». Некоторые тексты по палеографическим данным могли относиться к IV—III векам до н. э., в том числе фрагмент «Илиады», несколько строк которого не встречались в позднейших византийских редакциях текста. Параллельно в среде торговцев древностями активно действовал Уоллис Бадж, среди важнейших его приобретений была «Афинская полития» Аристотеля, считавшаяся утраченной ещё в древности и опубликованная в 1891 году.

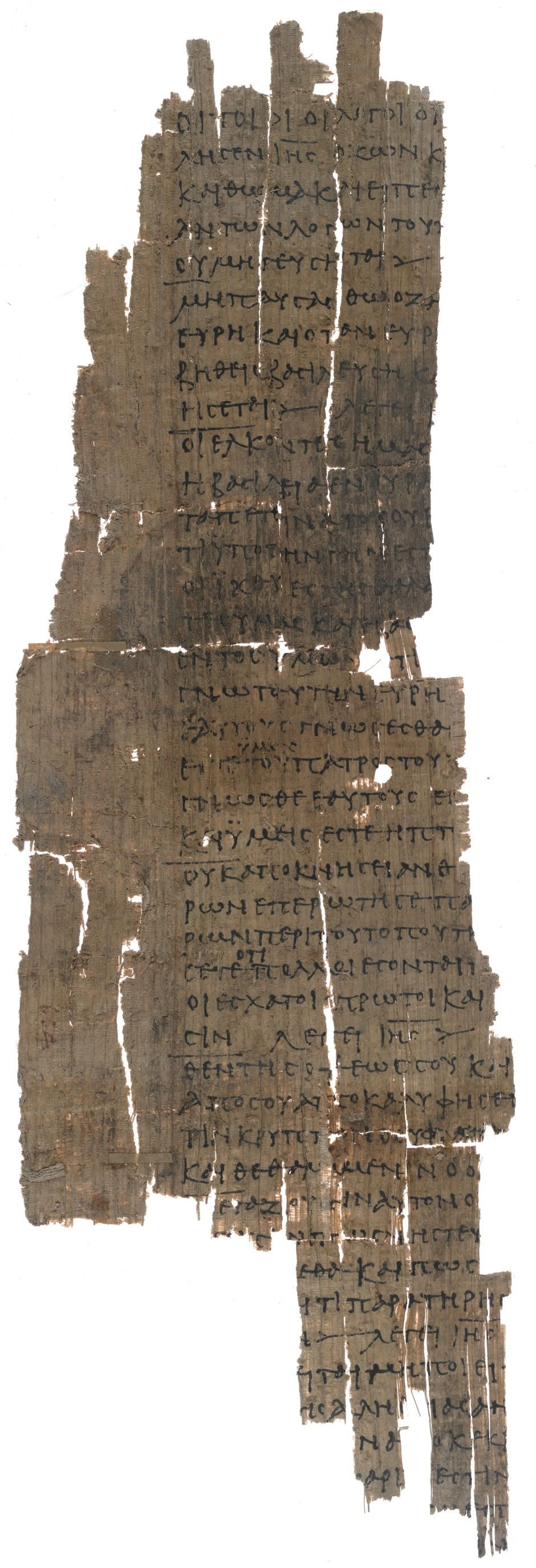
Оксиринхский папирус 654 с текстом Евангелия от Фомы

В 1895 году британский Фонд исследований Египта принял решение финансировать экспедицию в Фаюм специально для папирологических изысканий. В состав группы вошёл и 25-летний Бернард Гренфелл, который в 1896 году привлёк к работам своего коллегу Артура Ханта. Их важнейшей инновацией были раскопки жилых кварталов заброшенных фаюмских городов эллинистического и римско-византийского периода; предшествующие поколения египтологов интересовались преимущественно храмами и гробницами, считая жилые районы малоперспективными. Зимой 1896—1897 года Гренфелл и Хант решили искать на границе пустыни на западе Нильской долины, где были подходящие физические и климатические условия для сохранения папирусов, а в древности существовали многочисленные поселения, населённые греками. Окончательный выбор Гренфелла пал на Оксиринх; одним из важнейших аргументов было и то, что на рынке древностей не было материалов из Оксиринха, то есть феллахи не успели повредить культурного слоя.
Одним из важнейших открытий Гренфелла и Ханта была отработка поиска захоронений папирусов по стратиграфии мусорных холмов, имевших мощность до 21 м. Наиболее перспективными были наслоения, именуемые местными жителями афш, состоящие из почвы, перемешанной с соломой и ветвями. Папирусы обнаруживались в горизонтальном слое, а не были рассеяны по всей толщине холма. Разные слои соответствовали различным временным периодам, по расположению относительно городища отчётливо локализовались киманы римского, византийского и арабского времени. Впрочем, в подавляющем большинстве мусорников вообще ничего не обнаруживалось. Раскопки начались 11 января 1897 года и почти сразу был обнаружен обрывок текста «Логий» или «Речений Иисуса», переписанных около 200 года, что знаменовало создание ещё одной отрасли — новозаветной или христианской папирологии. Дополнения к этому тексту были найдены Гренфеллом и Хантом в сезон 1903 года. Эти находки привели к созданию в Фонде исследований Египта специального греко-римского отдела, занимавшегося только поисками папирусов, а в 1908 году была основана первая кафедра папирологии в Оксфордском университете, возглавляемая Гренфеллом.
После возвращения в 1897 году в Оксфорд Гренфелл и Хант привезли 25 ящиков неразобранных материалов суммарным весом в 2 тонны. Через 11 месяцев в 1898 году был опубликован первый том собрания Оксиринхских папирусов, для которого было отобрано 158 текстов из 1200 документов хорошей сохранности, выявленных во время раскопок. В их числе было целиком сохранившееся стихотворение Сафо. Публикация продолжалась всё последующее столетие: 25-й том вышел в 1959 году, а 41-й — в 1973. К 2014 году в свет вышел 79-й том собрания.

## Крупнейшие папирологические центры

### Австрия

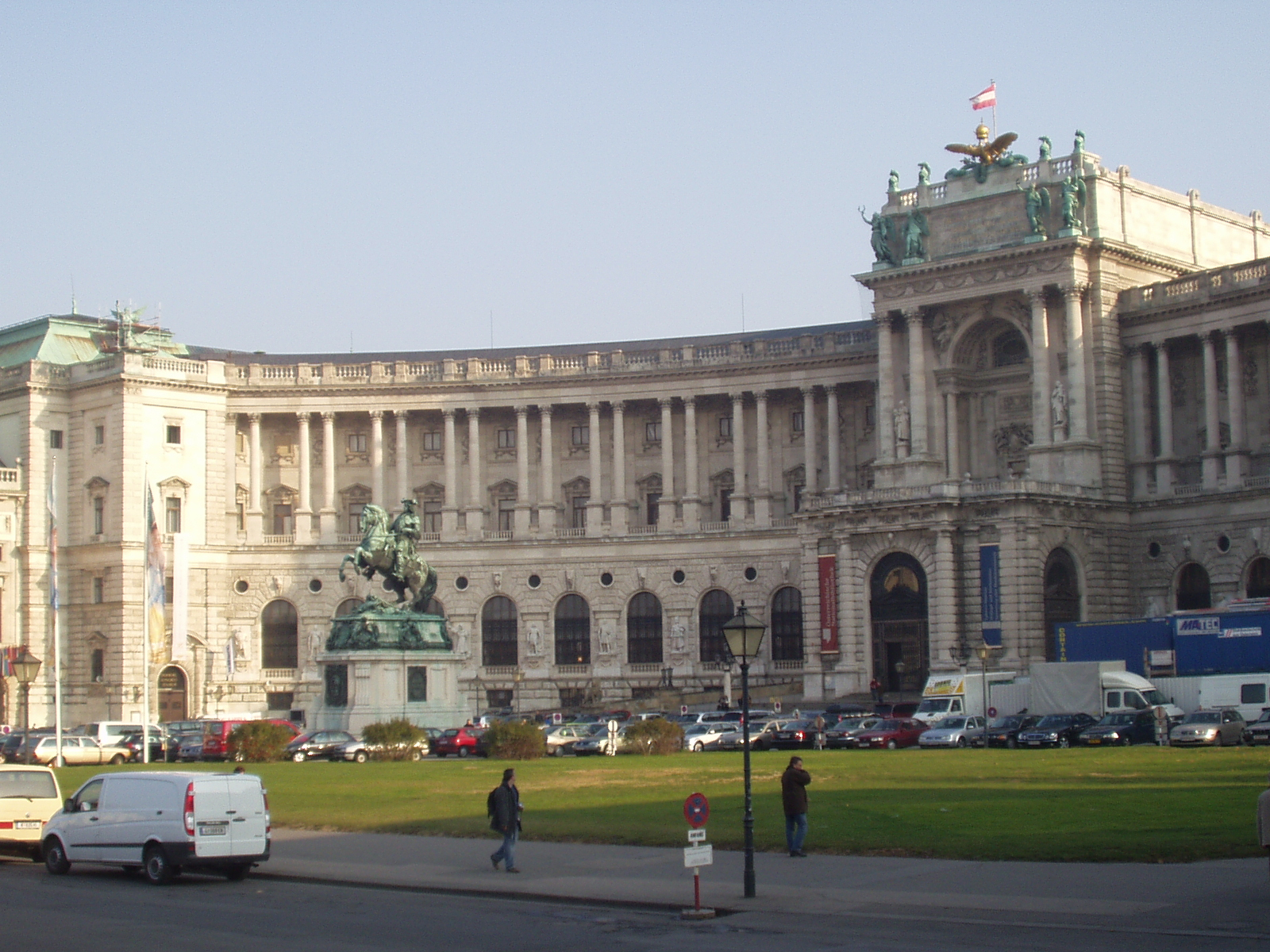
Здание Австрийской национальной библиотеки. Фото 2005 года

При Австрийской национальной библиотеке действует Музей папирусов, который осуществляет постоянную и временные экспозиции собрания. Коллекция включает около 180 000 объектов, охватывающих период 1500 года до н. э. — 1500 года н. э., а также папирологическую библиотеку, включающую около 19 500 томов. Ядро коллекции — собрание эрцгерцога Райнера — в 2001 году было включено в реестр «Память мира» ЮНЕСКО. Коллекция была начата профессором Венского университета Йозефом Карабачеком, который в 1881—1882 годах приобрёл в Фаюме около 10 000 папирусов. Далее в 1883 году эрцгерцог Фердинанд Райнер приобрёл колоссальную коллекцию папирусов, которая расширялась вплоть до 1899 года, когда она была преподнесена в дар Императорской библиотеке. Некоторые новые коллекции были закуплены в 1911 году (в основном — остраки). Фонды императорской библиотеки были переданы в собрание Национальной в 1920 году. Наиболее многочисленным является греческий отдел, в котором хранится около 43 000 папирусов и ещё около 16 000 арабских; коптских — около 26 000 и 768 остраконов. Карл Вессели до середины 1920-х годов осуществлял публикацию материалов коллекции, сделав доступными для исследователей около 4000 текстов. Издательская деятельность возобновилась в 1950-е годы, в 1955 году в Вене прошёл VIII международный конгресс папирологов. В 1998 году материалы коллекций были перенесены в новое здание, в 2004 году в Венском университете открылась кафедра папирологии. С 1895 года ведётся публикация Corpus Papyrorum Raineri, до 2015 года было опубликовано 33 тома (11-й том не вышел).

### Великобритания
Великобритания — одна из первых стран, в которых возникла научная папирология, она выделяется в отношении числа и качества коллекций папирусов, а также ведущих изданий, в которых они публикуются. Первые британские папирологические исследования были совершены в связи с геркуланумскими находками, к ним проявлял интерес Принц Уэльский — будущий король Георг IV. Британские исследователи и путешественники активно приобретали папирусы в Египте, первое компактное издание вышло в свет в 1839 году. В 1882 году был основан Фонд исследований Египта, который спонсировал эпохальные открытия Флиндерса Питри, Гренфилла и Ханта. Первоначальной целью Фонда было подтверждение событий, описанных в Библии. По оценкам Монтевекки, к 1970-м годам в Великобритании сформировалось несколько десятков папирологических коллекций, крупнейшие из которых находятся в Британском музее и Оксфордском университете. Английские папирологи активно занимались и занимаются раскопками и публикациями текстов, в то же время с самого начала британская папирология была открытой системой, многие британские находки были открыты и опубликованы исследователями других стран. Общество исследований Египта к 2015 году опубликовало более 100 томов папирусов из находок в Оксиринхе и Антинополе; оно же публикует престижные журналы The Journal of Egyptian Archaeology (JEA) и Egyptian Archaeology. В Оксфорде в 1937 и 1973 годах проходили V и XIV международные конгрессы папирологов.

### Германия
Германия — страна, в которой папирология была оформлена как комплексная научная дисциплина, были созданы первые руководства по папирологии (1897), составлены первые хрестоматии и осуществлено издание первых папирологических журналов (с 1900 года), были разработаны методы реставрации и консервации папирусов. У истоков немецкой папирологии стояли Теодор Моммзен и Ульрих Вилькен, последний воспитал всех папирологов своего поколения, а также основоположника папирологии в России — Григория Церетели. В Германии возникла юридическая папирология, созданная коллегой и соавтором Вилькена — Л. Миттайсом. Немецкие коллекции папирусов, которые стали формироваться ещё в начале XIX века, комплектовались как путём закупок, так и в ходе раскопок. Германская империя спонсировала раскопки в Гераклеополе (1898—1899), Тебтунисе (1902), Феадельфии (1903), Абусире (1903—1904), Гермополе (1904 и 1908), Элефантине (1906—1908) и так далее. Их находки поступали в Берлинские государственные музеи — суммарно более 20 000 единиц хранения. Значительные коллекции папирусов хранятся в Бонне, Бремене, Вюрцбурге, Галле, Гамбурге, Гейдельберге и прочих университетских центрах. В Германии впервые стал издаваться специализированный папирологический орган — Archiv für Papyrusforschung und verwandte Gebiete, созданный по инициативе Вилькена в 1900 году. В Германии существуют все отрасли папирологии, но особенное место занимает социально-экономическая история и право греко-римского Египта; для немецкой папирологии характерна тесная связь с собственно египтологией и коптологией, это связано и с тем, что немецкие папирологи свободно владели демотикой и коптским языком. В 1933 году в Мюнхене прошёл III международный конгресс папирологов. После Второй мировой войны ведущим центром немецкой папирологии стал Кёльн, в университете которого с 1960-х годов функционирует Институт изучения древностей. С 1967 году издаётся журнал Zeitschrift für Papyrologie und Epigraphik. В начале XXI века был создан Papyrusprojekt Halle-Jena-Leipzig, который объединил исследования коллекций, хранящихся в университетах Галле, Йены и Лейпцига, с 2009 года ведётся публикация остраконов. Цель проекта — оцифровка имеющихся материалов и вовлечение их в научный оборот.

### Египет

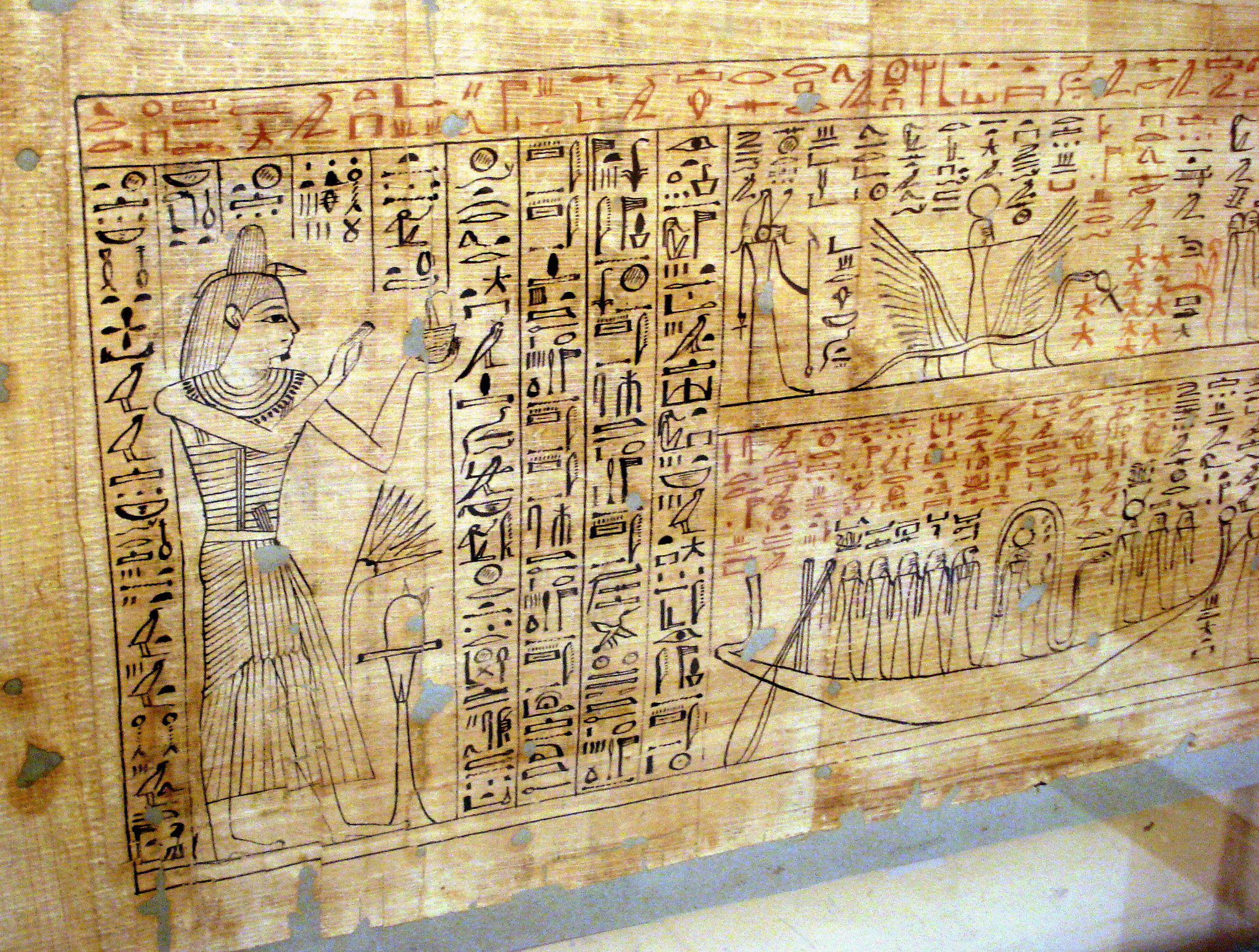
Один из папирусов собрания Каирского музея

Без Египта существование папирологии было бы невозможно. Египетские власти с самого начала раскопок требовали передачи им значительной части находок, крупнейшие папирологические коллекции хранятся в Александрии (Греко-римский музей и Библиотека Александрина) и Каирском музее — в последнем огромная коллекция папирусов, преимущественно греческих и византийских. Однако сами египетские учёные практически не принимали участие в папирологических раскопках и публикации текстов. Европейские научные институты рано открыли свои учреждения в Египте: в 1880 году в Каире был открыт Французский институт восточной археологии, который выпускает несколько периодических изданий и ведёт раскопки; значительную работу в Египте проводит Германский археологический институт, он располагает филиалом в Каире. В 1993 году был открыт Каирский офис Общества исследований Египта, который располагает небольшой библиотекой и ведёт просветительскую деятельность. Тем не менее, в деятельности Французского института папирология не является доминирующим направлением. В самом Египте в 1930 году было создано Королевское общество папирологии, которое выпускало некоторые непериодические издания; в 1934 году было основано Общество коптской археологии, которое издавало собственный бюллетень на французском языке. В 1960-е годы деятельность Общества папирологии практически прекратилась, египетские археологи публикуют папирологические материалы в зарубежных изданиях. При Египетском музее действует папирологический фотоархив. В 1968—1985 годах бывший военный и дипломат Хасан Рагаб организовал на острове Яакуб в Гизе «Фараонову деревню» и несколько других туристических объектов, в том числе Институт папируса, который является коммерческой организацией. Институт изготовляет на продажу более или менее точные копии известных древнеегипетских папирусов с иллюстрациями. По своей популярности у публики они находятся на третьем месте после пирамид и Каирского музея.

### Италия

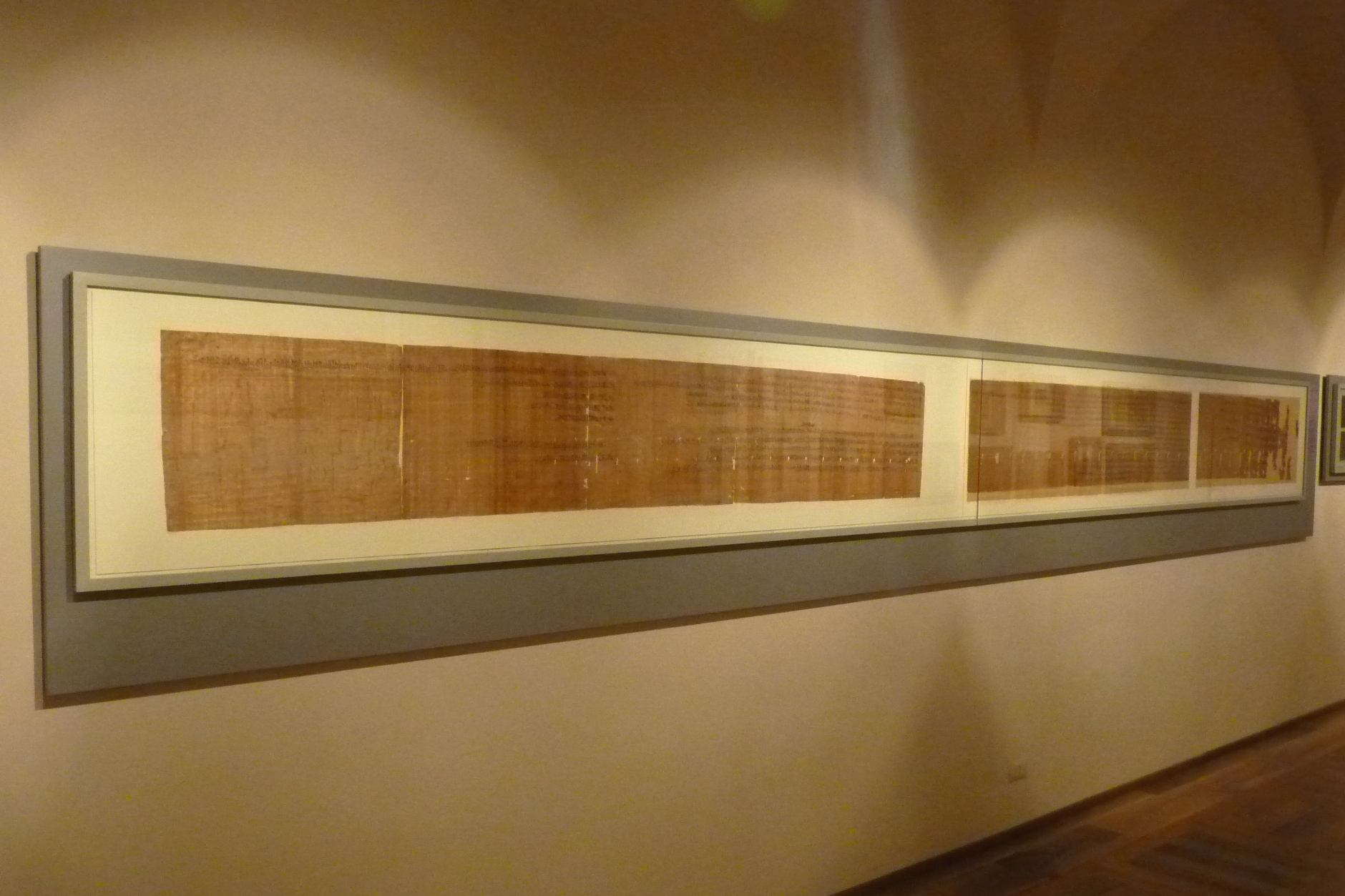
Папирус юридического содержания, экспонируемый в Туринском египетском музее

Италия — страна, в которой были совершены первые папирологические открытия и появилась первая публикация папируса (1788). К 1820-м годам в Риме и Турине уже существовали большие коллекции египетских древностей, в том числе и папирусов. В 1824 году был основан Египетский музей в Турине, а 1839 году — Григорианский Египетский музей в Ватикане. В 1826—1827 годах эллинист и коптолог, монах Ордена иезуитов Амедео Анджело Мария Пейрон опубликовал хозяйственные папирусные документы птолемеевской эпохи, касающиеся распределения воды. Работы Пейрона заложили стандарты издания папирусных текстов, кроме того, он намного опередил своих современников, осознав, насколько важны нелитературные древние тексты для понимания истории человечества. Соответственно, даже коллеги не оценили его новаторских открытий: так, знаменитый филолог Анджело Май заявил, что папирусы Пейрона не заслуживают внимания по причине «вульгарности и незначительности» их содержания. Папирусная коллекция, хранившаяся в университетской библиотеке Турина, погибла при пожаре 25—26 января 1904 года.
Новая эра в итальянской папирологии наступила в XX веке. В 1908 году во Флоренции было основано Общество изучения греко-латинских папирусов в Египте. Последовательные папирологические раскопки проводились Пистелли (1910, 1913—1914) и Бреккьей (1927—1928). Благодаря систематическим закупкам и раскопкам, в Амброзианской библиотеке в Милане и во флорентийской Лауренциане имеются обширные папирологические собрания. Развитие папирологии в Италии связано с основателем Миланской школы А. Кальдерини (возглавившим кафедру папирологии в 1921 году) и создателем Флорентийской школы Дж. Вителли. Кальдерини был основателем журнала Aegiptus. В Милане и Флоренции были осуществлены несколько важных проектов, включая географический словарь, издание корпусов текстов разной тематики и монографий. Особенностью итальянской папирологии является сосредоточенность на юридических аспектах, что связано с приоритетным изучением римского права в итальянском антиковедении. Во Флоренции, Милане и Неаполе проходили всемирные папирологические конгрессы (1935, 1955, 1983, 1998). В 1969 году в Неаполе был основан Международный центр по изучению геркуланумских папирусов, который долгие годы возглавлял Марчелло Гиганте. В 1987 году в Сиракузах был открыт некоммерческий Музей папируса, который первоначально представлял собой туристический объект. С 1990-х годов музей превратился в серьёзное научное учреждение, которое исследует античные образцы в кооперации с Библиотекой Александрина и Каирским музеем. После переезда из Турина в Сиракузы Института изучения египетской цивилизации музей управляется из его штаб-квартиры. В 2014 году музей получил просторные помещения в Ортидже, в здании бывшего монастыря.

### Польша
Польская папирология зародилась в самом конце XIX века под влиянием немецкой, её основателями являлись С. Витковский и Ежи Мантойфель, несколько позже начали работу знаменитые папирологи-юристы Р. Таубеншлаг, З. Лисовский, А. Бергер. Ещё в межвоенный период складывается папирологическая коллекция в Варшаве; публикацией текстов преимущественно занимался Е. Мантойфель. Теснее всего были связи между польской и французской национальной школой папирологии, во Францию эмигрировал Й. Модреевский. Польские археологи участвовали в совместной с французскими исследователями экспедиции в Эдфу, в результате которой были обнаружены новые папирусы и остраконы. Исследования сосредоточены в папирологическом отделе Института археологии Национальной академии наук; в Варшаве дважды проводились всемирные папирологические конгрессы (1961 и 2013 годов). Польские исследователи, в том числе Э. Випшицкая, активно участвовали в публикации папирусов из александрийских и берлинских собраний. С 1948 года издаётся «Журнал юридической папирологии», основанный Р. Таубеншлагом в Нью-Йорке и перенесённый в Варшаву.

### Россия
Первые греческие папирусы поступили в Россию в 1857 году — это были 15 свитков из Саккары, подаренные О. Мариэттом К. Тишендорфу; последний продал их Императорской публичной библиотеке в Петербурге. Эти папирусы образовали собрание, в котором находится и «Вещий папирус» — список книг частной библиотеки III века, в котором упоминается и «Афинская полития», найденная только через тридцать лет. У истоков российской папирологии стояли В. К. Ернштедт, Г. Ф. Церетели и В. В. Струве. Коллекция Императорского Эрмитажа складывалась по результатам поездок 1880—1890-х годов; в советское время в её состав были включены коллекции Б. А. Тураева, Н. П. Лихачёва и других. Собрание папирусов Голенищева в 1912 году было передано в московский Музей изящных искусств. Публикации, начавшиеся ещё до революции, касались преимущественно литературных папирусов, Г. Церетели и М. Ростовцевым был составлен план опубликования всех греческих и латинских папирусов, имевшихся в российских собраниях. В 1920 году Г. Церетели выехал в Тифлис, куда поступила и его папирологическая коллекция. На её основе П. В. Ернштедт и О. О. Крюгер в 1925—1935 годах реализовали пятитомник «Папирусы русских и грузинских коллекций» (на немецком языке: Papyri Russischer und Georgisher Sammlungen; переиздание: Амстердам, 1966). Из-за политических перипетий 1930-х годов так и не вышел шестой том, посвящённый остраконам и табличкам к мумиям. О. Крюгер смог вернуться к изданию папирусов только в 1960-е годы на базе Государственного Эрмитажа — это были египетские погребальные тексты; П. В. Ернштедт активно занимался коптскими папирусами, выпустив в 1959 году двухтомник, подготовленный ещё перед войной. Арабские папирусы из собраний Ленинграда остались неизданными. К папирологии обращался и известный саратовский антиковед В. Г. Борухович, опубликовавший в 1963 году специальную работу по производству папируса в римском Египте на основе папирусного архива, извлечённого из картонажа мумии. Известным папирологом был И. Ф. Фихман, подготовивший в 1987 году фундаментальную работу «Введение в документальную папирологию». Фихман же впервые в российской и советской историографии обратился к папирологическим материалам для изучения социально-экономических проблем медиевистики, а не антиковедения. В 2000-е годы в России было защищено несколько диссертаций, авторы которых использовали и анализировали папирологические источники; их тематика охватывает основные направления классической папирологии.

### США
Первые папирусы поступили в США ещё в 1840-е годы, однако в течение длительного времени папирология развивалась медленно. В 1898 году библеист Э. Гудспид осуществил первое издание папирусного текста, однако серьёзный толчок развитие папирологии получило с середины 1960-х годов. Впрочем, немалую роль в американской папирологии межвоенного периода сыграл эмигрировавший за океан М. И. Ростовцев. Существенное влияние на развитие папирологии в США оказала эмиграция польского исследователя Р. Таубеншлага, который основал в Колумбийском университете «Журнал юридической папирологии». Американские спонсоры участвовали в работах Фонда исследований Египта, финансировали и собственные американские раскопки. В США имеется много частных собраний папирусов, 16 из которых превышают 100 единиц хранения; крупнейшие собрания принадлежат университетам. Крупнейший центр папирологии располагается в Мичиганском университете в Энн-Арборе. Его коллекция включает 18 000 единиц хранения, датируемых промежутком 1000 года до н. э. — 1000 года н. э.; 5000 единиц до сих пор не были изучены и изданы. Основа собрания сложилась по результатам раскопок 1924—1935 годов в Каранисе, проводимых под руководством Ф. Келси. Американские папирологи активно участвуют в раскопках и изданиях зарубежных папирологических серий, в том числе «Оксиринхских папирусов»; особенно тесные связи сложились между папирологическими центрами США, Германии и Нидерландов. В США представлены все направления папирологических исследований, включая литературные и социально-экономические, однако, по замечанию И. Фихмана, юридическая папирология развита слабее других отраслей, она представлена практически только в трудах немецких и итальянских учёных, переехавших в Штаты. Папирологи США и Канады объединены в единое Американское общество папирологов. Международные папирологические конгрессы проходили в Энн-Арборе (1968, 2007) и Нью-Йорке (1980).

### Франция
Особенностью французской папирологии (как и египтологии вообще) является то, что французские учёные ещё со времён Наполеона активно работали в Египте и способствовали развитию науки о древностях непосредственно на местах раскопок. В течение десятилетий французские специалисты возглавляли Египетскую службу древностей, выдававшую разрешения на раскопки, а также способствовали созданию Королевского общества папирологов в Каире, участвовали в выпуске их периодических изданий. Французские коллекции папирусов создавались с конца XVIII века путём покупок; наиболее значительные раскопки французские специалисты вели в Антинополе, Танисе, Афродитополе, Аполлонополе (с 1960-х годов с участием польских специалистов). В 1949 году в Париже проходил VI международный конгресс папирологов. Основным центром является Институт папирологии при Сорбонне, основанный в 1920 году (с 2010 года преобразован в исследовательский центр при Университете Париж IV).

### Прочие европейские страны
Бельгия с 1930-х годов исполняла функцию организационного центра всей папирологической науки. Значительная папирологическая коллекция, хранившаяся в Лувенской университетской библиотеке, погибла во время Второй мировой войны; коллекция папирусов существует также в Гентской университетской библиотеке. Разработка проблем папирологии в Нидерландах XIX века сильно задержалась из-за противодействия крупнейшего голландского филолога-классика К. Кобета. Крупнейшие папирологические коллекции в Нидерландах находятся в Амстердаме и Лейдене. Единственный центр нидерландской папирологии — Папирологический институт Лейденского университета. Его специалисты занимаются изучением и преподаванием как греческого, так и демотических языка и палеографии. В Чехии в 1934 году Национальной библиотеке была передана коллекция венского папиролога К. Вессели (чеха по происхождению), насчитывавшая 8282 единицы хранения.

### Международный папирологический конгресс
Начало международным папирологическим организациям было положено в 1930-е годы в Бельгии на базе Египтологического института в Брюсселе. В 1930 году был образован Секретариат Международного комитета по папирологии, который и должен был организовывать конгресс. Встреча в рамках Египтологической недели в Брюсселе 1930 года постфактум стала считаться I международным конгрессом папирологов. Второй конгресс был проведён в 1931 году как сессия XVIII Конгресса востоковедов в Лейдене. Масштаб этих мероприятий был таков, что самостоятельный конгресс папирологов в Мюнхене в 1933 году был самими устроителями назван «Третьим». До войны такие конгрессы проводились каждые два года. На VI международном конгрессе в Париже (1949) было решено создать более влиятельную и массовую организацию, ею стала Международная Ассоциация папирологов. После 1945 года конгрессы папирологов проводятся каждые три года (между X и XI конгрессами в Варшаве и Милане прошло 4 года: 1961—1965). XXVII международный конгресс проводился в 2013 году в Варшаве, а XXVIII конгресс папирологов — в Барселоне, 1—6 августа 2016 года. XXIX международный конгресс папирологов состоялся в Университете Саленто (Лечче, Италия) 28 июля — 3 августа 2019 года. Последний на сегодняшний день, XXX международный конгресс папирологов был проведён в Париже с 25 по 30 июля 2022 года в Коллеж де Франс. Следующее мероприятие такого рода запланировано на 2025 год и должно пройти в Кёльне.

### Международный фотоархив папирусов. Базы данных
В соответствии с пожеланиями участников XII папирологического конгресса в Энн-Арборе, V Конгресс международной федерации организаций филологов-классиков в 1969 году принял решение создать фотографический архив папирусов, как изданных, так и неизданных. Основные архивы сохраняются в Брюсселе (под патронатом Египтологической ассоциации королевы Елизаветы), Оксфорде, Кёльне и Каире. С 1978 года создание фотоархива началось в Копенгагенском университете в Греко-римском институте под руководством профессора Адама Бюлов-Якобсена. Международный фотоархив папирусов как преследует консервирующие цели (подлинники папирусов не переносят частого к ним обращения, разрушаются механически), так и облегчает работу исследователей, которые могут дистанционно обращаться к материалам разных коллекций. Авторские права на фотографии и разрешение на публикацию папирусов принадлежат той организации, в которой находится соответствующая коллекция. Уже в 1980-е годы фотографические копии папирусов были, как правило, более легкочитаемыми, чем оригинал, вдобавок, позволяя 40-кратное увеличение.
В 2006 году под руководством Роджера Бэгналла на средства Фонда Меллона и Национального фонда развития гуманитарных наук Библиотека Колумбийского университета разработала проект объединённого веб-ресурса для наглядной демонстрации цифровых копий папирологических материалов. Ресурс был запущен в 2010 году и до 2012 года проходил отработку. С 2013 года проект работает на технической базе Дьюкского университета. Проект использует ресурсы папирологических коллекций Дьюкского университета, Гейдельбергского университета, Брюссельской Египтологической ассоциации, поддерживающей папирологическую библиографию, междисциплинарного проекта «Трисмегист» Лейденского университета, ведутся работы по подключению ресурсов арабской папирологической базы, поддерживаемой специалистами Мюнхенского и Цюрихского университетов. Одной из важнейших задач папирологии является реконструкция и публикация древних архивов, которых на 2011 год известно не менее 400. Этим занимаются специалисты Лёвенского университета, создавшие проект сводных папирусных архивов.

## Папирологические издания
Общий объём папирологических коллекций во всём мире оценивается примерно в 1 000 000 — 1 500 000 единиц хранения. Не менее половины из них были найдены британским Обществом по исследованию Египта. В существующих периодических изданиях и папирологических сериях было после 1895 года опубликовано примерно 72 500 текстов, в том числе 50 000 греческих документов, 7500 греческих литературных текстов, 7500 коптских документов, 3500 демотических, 3000 арабских, 1000 арамейских и пехлевийских. В 2000—2004 годах было вновь издано или переиздано 4500 текстов, в 2005 и 2006 годах — примерно 2500; в среднем в год издаётся и переиздаётся около 700 греческих и латинских текстов. Общее число опубликованных текстов «Оксфордским пособием по папирологии» (2011 года) оценивается примерно в 80 000. Ежегодно выходит не менее 12 монографических исследований по папирологии, это число не менялось с 1970-х годов.

### Принципы издания текстов
Изданный папирус должен дать адекватное представление как о самом тексте, так и о состоянии его носителя. Editio princeps (первоиздание), даже осуществлённое известным специалистом, не всегда может считаться окончательным, поскольку со временем могут быть найдены недостающие фрагменты, будет уточнена издательская транскрипция текста или даже состоится его полное переосмысление. Поэтому опубликованный текст папируса включает не только транскрипцию, но и репродукцию оригинала, чтобы читатель мог проверить прочтение издателя.
Принципы публикации текстов складывались в течение нескольких десятилетий. Сначала даётся заглавие, которое должно наиболее точно охарактеризовать содержание (например, «договор о купле-продаже рабыни» или «жалоба стратегу на притеснения сборщика налогов»). Заглавию уделяется много внимания, поскольку оно позволяет быстро отыскивать требуемые по тематике тексты в периодических изданиях. Итальянский журнал Aegiptus имеет специальный раздел, где указываются заглавия всех вновь издаваемых папирусов. Далее сообщается собрание, где хранится папирус, его инвентарный номер, размеры папируса, место происхождения (иногда не совпадающее с местом, где папирус был найден) и дата. Если папирус состоит из фрагментов, каждый из них получает отдельный шифр и серийный номер. Во введении к публикации помещают сведения о состоянии папируса, обстоятельствах его находки или приобретения, особенностях письма и языка, характере содержания; в резюме указываются новые сведения, которые содержатся в папирусе по сравнению с уже изданными аналогичными текстами. Далее печатается транскрипция. В соответствии с методическими указаниями У. Вилькена (1903) в греческих текстах расставляются ударения и придыхания, однако издатели «Папирусов из русских и грузинских коллекций» предпочли приблизить орфографию к оригинальной (ударения и придыхания были проставлены в комментарии). В большинстве изданий ударения и придыхания проставляются, за исключением случаев, когда текст написан столь неграмотно, что возникают сомнения в его разделении на слова. За транскрипцией помещается критический аппарат (в основном палеографический — особенности написания букв и знаков, аббревиатуры, характерные для данного текста ошибки), перевод и построчный комментарий. В случае фрагментированных текстов или в более сложных случаях комментарий предшествует переводу или перевода не даётся. Комментарий может носить как филологический, так и исторический характер. Каждой строке текста папируса должна соответствовать строка издания; для удобства цитирования строки нумеруются. Если древний текст состоит из столбцов, они также нумеруются, но в современной компактной печати строки нумеруются сплошь. Правила транскрибирования были официально приняты в 1932 году по результатам Второго международного конгресса папирологов в Лейдене (1931) на основе системы Б. ван Гронингена; система транскрипционных знаков носит название «Лейденских скобок».

### Папирологические серии и корпусы текстов
Образцовой в папирологии считается серия «Оксиринхские папирусы» (P. Oxy.). Её части включают, как правило, отдельно документальные и литературные материалы, но выпускаются и смешанные тома. Каждый том включает введение, оглавление, перечень издательских знаков; с 1971 года (том 38) публикуются «Дополнения и исправления к папирусам, изданным Обществом по исследованию Египта». Литературные тексты классифицируются на новые, известные и сублитературные; в некоторых томах выделялись отдельно религиозные и музыкальные тексты, которые в других сериях публикуются совместно с литературными. Документальные тексты подразделяются на официальные и частные, в последнюю очередь публикуются письма и указатели. Как правило, в публикационных сериях (Оксиринхская — не исключение) не каждый текст сопровождается его репродукцией.
Ещё в 1920-е годы А. Кальдерини обосновывал необходимость издания корпусов — то есть собраний текстов, объёдинённых общим признаком. Название «Корпуса» имела публикация папирусов Венской коллекции, начавшаяся в 1895 году, но единственным объединяющим началом был язык — выходили греческая, коптская и арабская серии. К. Вессели при публикации в 1905 году «Корпуса гермопольских папирусов» руководствовался принципом общности происхождения текстов (в Оксиринхе, например, немало текстов, созданных в других местах). Составление папирологических корпусов позволяет изучать в хронологической последовательности однородные тексты, устанавливать общую типологию каждого рода документов, его эволюцию и локальные особенности. К числу изданных корпусов относятся: «Корпус птолеемевских декретов» (Corpus des ordonnances des Ptolémées, 1964), «Корпус греческих табличек к мумиям» (Corpus des Étiquettes de Momie Grecques, 1976), «Корпус иудейских папирусов» (Corpus Papyrorum Judaicarum, с 1957) и некоторые другие.

### Периодические издания
Тексты, статьи и заметки по папирологическим находкам публиковались и публикуются в самых разных периодических изданиях и, как правило, оперативно вводятся в научный оборот. Потребность в специализированной папирологической периодике ощущалась с 1870-х годов после начала массовых находок в Фаюме и окрестностях; выходившие в разных странах книги были труднодоступны для исследователей. В 1900 году Ульрих Вилькен начал издание первого специализированного папирологического журнала Archiv für Papyrusforschung und verwandte Gebiete — «Архив папирологии и смежных дисциплин» (из-за особенностей книгоиздания в Европе, выпускающего периодику по томам, первым годом издания его считается 1901). Авторский коллектив журнала, издающегося на немецком языке, с самого начала стал интернациональным. До 1982 года журнал выходил нерегулярно, с XXVIII тома издания выпуск стал ежегодным. Журнал, по отзыву И. Фихмана, сыграл огромную роль в оформлении и организации папирологии как науки. С 1967 года в Кёльне издаётся журнал Zeitschrift für Papyrologie und Epigraphik, особенностью которого был регулярный выпуск номеров и оперативная публикация новых находок, которая обычно запаздывает минимум на два-три года. Журнал принимает только статьи и обзоры и не публикует заметок и рецензий. Первоначально его материалы печатались ротапринтом прямо с машинописи представленных рукописей, в год выпускались 2—3 тома; начиная с XXII тома журнал печатает по 4 тома в год.
Французский институт восточной археологии с 1901 года выпускает в Каире свой ежегодный «Бюллетень» (Bulletin de l’Institut Français d’Archéologie Orientale), статьи в котором публикуются также на немецком и английском языках; каждому году издания соответствует отдельный том. Институт папирологии и египтологии Университета Лилля с 1973 года печатает Les Cahiers de Recherches de l’Institut de Papyrologie et d’Égyptologie de Lille (CRIPEL), всего было выпущено 28 номеров и 7 «дополнений».
В 1920 году в Милане А. Кальдерини был основан журнал Aegyptus, имеющий подзаголовок «Итальянский журнал египтологии и папирологии». Несмотря на заглавие, абсолютное большинство материалов посвящено папирологии; материалы публикуются на английском, немецком, французском и испанском языках. С 1989 года Университетом Мессины и Флорентийской академией папирологии издаётся международный журнал Analecta Papyrologica. Как явствует из заглавия, редакция специализируется на издании и переиздании папирологических материалов, однако к публикации принимаются и материалы по археологии, палеографии, эпиграфике, классической филологии. Основное внимание уделяется греко-римскому Египту и древнему миру вообще.
Основанный Р. Таубеншлагом в США «Журнал юридической папирологии» после его возвращения в Польшу стал издаваться в Варшаве. Американское общество папирологов с 1963 года выпускает The Bulletin of the American Society of Papyrologists. Редакция принимает разнообразные статьи и обзоры, посвящённые греко-римской и коптской папирологии, в будущем планируется приступить к публикации иератических, демотических, арамейских и арабских папирусов.
Венский университет с 1986 года выпускает журнал Tyche — Beiträge zur Alten Geschichte, Papyrologie und Epigraphik, публикуемый на немецком, английском, французском и итальянском языках. Тематика издания охватывает период от возникновения древнегреческой культуры до конца античности, публикация и интерпретация папирологических источников считается приоритетной в работе издательства.
В СССР и современной России папирологические материалы публиковались и публикуются в журналах «Византийский временник», «Вестник древней истории», «Восток» и некоторых других.

## Комментарии
1. ↑  А. Б. Ранович так характеризовал типичные тексты на папирусах: «Разбор и чтение папирусов представляет значительные трудности. В течение тысячелетий пребывания в земле, в мусорных ямах, в старых могилах, под развалинами зданий и тому подобных местах папирусы сильно пострадали; кроме того, разнообразие вычурных почерков, многочисленные сокращения слов, стенографические знаки, редкие местные слова, коверкание греческого языка малограмотными разноплеменными жителями Египта — всё это создаёт подчас неодолимые трудности для расшифрования и правильного понимания папирусных текстов. Язык этих текстов настолько отличается от тогдашнего разговорного греческого языка, не говоря уже о классическом, что явилась потребность в издании специального словаря для чтения папирусов. Приходится путём более или менее остроумных догадок и сопоставлений восстанавливать первоначальный текст, что обычно отмечается в печатных изданиях целым рядом условных обозначений, указывающих характер исправлений и дополнений, сделанных специалистом-издателем»[185].
2. ↑  Еврейская военная колония существовала на острове Элефантина ещё с VI века до н. э. Самая большая еврейская диаспора Египта располагалась в Александрии; большие общины были в Лентополисе (близ Гелиополя) и Аполлонополе (Эдфу)[195].